# Liste der Orte in Österreich, die in mehreren Gemeinden liegen
Von den einigen zehntausend Orten Österreichs liegen etliche Dutzend in mehr als einer Gemeinde.
Bei dieser Liste handelt sich also um ein Verzeichnis aller in der Datenbank GEONAM Österreich, dem amtlichen österreichischen Ortsnamenverzeichnis des Bundesamtes für Eich- und Vermessungswesen (BEV), genannten – aber nur einmal verorteten – Siedlungsnamen, die im Ortsverzeichnis der Statistik Austria (STAT), dem amtlich-statistischen Standardwerk, mehrfach genannt sind: Sie stellen eine Siedlung dar, ihre statistischen Daten werden aber getrennt geführt.
Mitaufgenommen sind auch Orte, die in mehreren Ortschaften derselben Gemeinde liegen und teilweise zusammengehörige Ortschaften und Katastralgemeinden (also reine Verwaltungseinheiten) in mehreren Gemeinden. Außerdem haben Ortslagen manchmal eine Adresse, die dem Namen nach zur Verwaltungsgliederung einer Nachbargemeinde oder Nachbarortschaft gehört, oder gehören postalisch zu einem anderen Ort, so dass auch über die Postleitzahl Unklarheit entstehen kann, wo der Ort dazugehört. Auch die Ortsgebiete nach StVO können von der Verwaltungsgliederung abweichen, auch das ist hier im Zweifelsfalle annotiert. Mit erfasst sind auch Ein- und Umgemeindungen und Umbenennungen und andere historische Fälle, sowie Einzelgebäude, sofern sie im Ortsverzeichnis und anderen Quellen als eigenständige Ortslage erfasst sind – diese sind teils nur in den Landes-Geoinformationssystemen verortet.
Nicht eingetragen sind aber verschiedennamige Orte, die einfach miteinander verwachsen sind, was im dichter besiedelten Raum häufig vorkommt (Doppelorte, einwachsende Randlagen größerer Orte): Sie bilden zwar eine Siedlungseinheit (gemeinsamen Siedlungsraum), sind aber verwaltungstechnisch in jeder Hinsicht getrennt (hier stehen dann oft Ortsendetafel des einen und Ortstafel des anderen Orts direkt beisammen), oder bilden trotz der Gemeindegrenze inzwischen schlicht eine Ortslage des anderen Orts (benannter Ortsteil im eigentlichen Sinne).
Zur Siedlungstypologie siehe Ortschaftskennziffer, Katastralgemeindenummer und topographische Siedlungskennzeichnung nach STAT.
Erstgenannt ist meist der in Geonam verortete Gemeindeteil, außer wenn dieser Teil in einem anderen Bezirk liegt.

## Burgenland

### Bezirk Eisenstadt-Umgebung
- Leithaprodersdorf (ungar. Lajtapordány): Gemeindehauptort, Ortschaft (Okz. 00010) und Katastralgemeinde (KGNr. 30010), Dorf Deutsch Brodersdorf ist Ortschaft und Katastralgemeinde von Seibersdorf, →Bezirk Baden, Niederösterreich: PLZ 2443 Deutsch Brodersdorf (niederösterr. Plz.) – alter Grenzort (Burgenland ehem. Kgr. Ungarn)

### Bezirk Jennersdorf
- Deutscheck: Rotte (nG) der Ortsch. Welten, Gem. Sankt Martin an der Raab und zerstreute Häuser, Gem. Mühlgraben (nur eine Ortschaft) – Grenzlage am Hügelkamm (ehem. Grenze Österreich – Kgr. Ungarn; die angrenzenden Häuser von Fehring, Steiermark, heißen Schiefer, und zählen zu Hirzenriegel oder Wartegg)
- Jagerberg: Weiler der Ortschaft Welten, Rotte der Ortsch. Doiber, ein Haus auch Ortsch. Gritsch, alle Gem. Sankt Martin an der Raab
- Wartegg: (Ggr)[1] Häuser (nO) von Deutscheck, Ortsch. Welten, Gem. Sankt Martin an der Raab; Rotte in der Ortsch. Schiefer, Stadt Fehring, →Bezirk Südoststeiermark, Steiermark – alte Grenzlage am Hügelkamm zwischen Österreich und ehem. Kgr. Ungarn

## Kärnten

### Bezirk Klagenfurt-Land
- Sankt Michael ob der Gurk (slowenisch Slovenji Šmihel): Dorf ist Ortschaft (Okz. 02921) (nG) von Völkermarkt und Ortschaft (00982) von Poggersdorf, → Bezirk Völkermarkt; PLZ 9130 Poggersdorf resp. 9064 Völkermarkt – Bildung von Großgemeinden, Gemeindegrenze in der Ortsmitte (Kennzeichnung Dorf in beiden Gemeinden, Dorfkirche im Poggersdorfer Teil)
- Saager (slowenisch Zagorje): (bG) Rotte ist Ortschaft (17276) und Katastralgemeinde von Grafenstein und Ortschaft (17275) von Ebenthal in Kärnten; Plz. 9131 Grafenstein resp. 9065 Ebenthal in Kärnten – Streulagen des Ortes in Grafenstein; ehem. Gem. Mieger, 1973 aufgeteilt[2]

### Bezirk Wolfsberg
- Feistritzgraben: jeweils zerstreute Häuser in den Ortschaften Görlitzen und Kalchberg von Bad St. Leonhard im Lavanttal; PLZ 9462 Bad St. Leonhard im Lavanttal – Streulagen im Tal
- Gräbern: Zerstreute Häuser sind Ortschaft (Okz. 17339) der Stadt Wolfsberg und Ortschaft (nG) (17338) der Stadt Bad St. Leonhard, PLZ 9461 Prebl und 9462 Bad St. Leonhard (in Bad St. Leonhard beide PLZ) – Gemeinde Gräbern-Prebl 1973 abgeschafft
- Gräbern-Prebl: (nG) Katastralgemeinde (KGNr. 77264), Zählsprengel Gräbern-Prebl-Süd von Wolfsberg (Kärnten), Zählsprengel Gräbern-Prebl-Nord von Bad St. Leonhard im Lavanttal – 1973 abgeschaffte Vereinigungsgemeinde der beiden Orte Gräbern und Prebl (beide Ortslagen ebenfalls verteilt)
- Gumitsch: Zerstreute Häuser, Vordergumitsch (Okz. 03156) und Weißenbach Gumitsch (nG) (03127) sind Ortschaften von Wolfsberg, Hintergumitsch (Okz. 02977) ist Ortschaft von Frantschach-St. Gertraud; PLZ 9400 Wolfsberg, 9431 St. Stefan und 9413 St. Gertraud – Gegend, schon im 19. Jahrhundert in mehreren Teilen geführt
- Koralpe: Zerstreute Häuser der Gemeinde Wolfsberg (Ortschaft Hartelsberg), Wochenendsiedlung der Gemeinde St. Andrä (Ortschaft Goding); PLZ 9431 St. Stefan im Lavanttal – Schigebiet Koralpe
- Loben: Jeweils Rotte in den Ortschaften Erzberg und Görlitzen von Bad St. Leonhard; PLZ 9462 Bad St. Leonhard
- Magersdorf: (Ggr) Siedlung ist Ortschaft (17351) von St. Andrä, Rotte ist Ortschaft (03116) von Wolfsberg; PLZ 9433 St. Andrä
- Prebl: Dorf ist Ortschaft (17341) von Wolfsberg, zerstreute Häuser (nG) sind Ortschaft (17340) von Bad St. Leonhard; PLZ 9461 Prebl, 9400 Wolfsberg und 9462 Bad St. Leonhard – Gemeinde Gräbern-Prebl 1973 abgeschafft
- Twimberg: Rotte und Ortschaft (03132) in Bad St. Leonhard im Lavanttal, weitere Rotte und zerstreute Häuser Twimberg-Mauterndorf (nG) (selbe Ortschaft), und Rotte Gräbern-Twimberg (nG) in Bad St. Leonhard und Wolfsberg; PLZ 9462 Bad St.Leonhard – diverse Häuser im Lavant-Engtal
- Wiesenau: Siedlung ist eigenständige Ortschaft (02939), weitere Teile (Hofbauersiedlung) liegen in der Ortschaft Kliening, beide Gemeinde Bad St. Leonhard im Lavanttal; PLZ 9462 Bad St. Leonhard – rund um Schloss Wiesenau

### Bezirk Völkermarkt
- Sankt Michael ob der Gurk (slowenisch Slovenji Šmihel): Dorf ist Ortschaft (Okz. 02921) (nG) von Völkermarkt und Ortschaft (00982) von Poggersdorf, → Bezirk Klagenfurt-Land, PLZ 9064 Völkermarkt resp. 9130 Poggersdorf – Bildung von Großgemeinden, Gemeindegrenze in der Ortsmitte (Kennzeichnung Dorf in beiden Gemeinden, Dorfkirche im Poggersdorfer Teil)

## Niederösterreich

### Bezirk Amstetten
- Garnberg (bG), Katastralgemeinde (KGNr. 04029), und als zerstreute Häuser Ortschaft (Okz. 03303) der Gemeinde Hollenstein an der Ybbs, Einzellage gehört zur Ortschaft Thann, Gemeinde Opponitz, PLZ 3343 Hollenstein an der Ybbs resp. 3342 Opponitz – abseitige Lage eines ehemaligen Forstguts, bis Ende des 19. Jh. Groß-Hollenstein
- Kleinraming: Rotte in der Ortschaft Kürnberg von St. Peter in der Au (Adressen Ramingtal), weitere Rotte mit Ortschaft und Katastralgemeinde in der Gemeinde St. Ulrich bei Steyr, →Bez. Steyr-Land, Oberösterreich; Raming liegt angrenzend in der Ortschaft Penz von Behamberg – beiderseits des Ramingbachs, vergl. Ramingtal[straße]
- Ramingtal und Ramingtalstraße: Ortslage (Adressen) (nG) in den Ortschaften Wanzenöd und Penz der Gemeinde Behamberg wie auch Kürnberg und Hohenreith der Gemeinde St. Peter in der Au, PLZ 3352 St. Peter in der Au, 4442 Kleinraming, 4443 Maria Neustift, gleiche Adressen auch in St. Ulrich bei Steyr, letztere drei →Bez. Steyr-Land, Oberösterreich – [Klein-]Ramingtal, langes Grenztal zwischen den beiden Bundesländern, vergl. Kleinraming/Raming

### Bezirk Baden
- Deutsch Brodersdorf, Dorf ist Ortschaft (Okz. 03362) und Katastralgemeinde (KGNr. 04101) von Seibersdorf, Leithaprodersdorf ist Gemeindehauptort, Ortschaft und Katastralgemeinde im →Bezirk Eisenstadt-Umgebung, Burgenland: PLZ 2443 Deutsch Brodersdorf – alter Grenzort (Burgenland ehem. Kgr. Ungarn)
- Helenental, zerstreute Häuser (nG) der Ortschaft Schwechatbach, Gemeinde Alland, und der Ortschaft Siegenfeld, Gemeinde Heiligenkreuz, PLZ 2500 Baden bei Wien
- Mitterndorf an der Fischa: Dorf ist Hauptort der gleichnamigen Gemeinde, weitere Ortsteile (nG) als Dorf in der Gemeinde Gramatneusiedl, →Bezirk Bruck an der Leitha; die Mitterndorfsiedlung gehört zu Moosbrunn; PLZ 2441 Mitterndorf an der Fischa – Ortswachstum
- Schwechatbach, Ortschaft (03413) und Katastralgemeinde (04029) von Alland, Rotte (nG) in der Ortschaft Sattelbach von Heiligenkreuz im Wienerwald; PLZ 2500 Baden bei Wien, 2532 Heiligenkreuz, 2534 Alland, 2565 Neuhaus

### Bezirk Bruck an der Leitha
- Mitterndorf an der Fischa: Dorf (nG) in der Gemeinde Gramatneusiedl, der Hauptbestandteil ist als Dorf Hauptort der gleichnamigen Gemeinde im →Bezirk Baden, die Mitterndorfsiedlung gehört zu Moosbrunn; PLZ 2441; Mitterndorf an der Fischa – Ortswachstum

### Bezirk Gmünd
- Gmünd: Stadtgemeinde, ehemaliger Stadtteil Gmünd-Bahnhof (ursprünglich Unterwielands, Ortsteil von Wielands) ist heute die Stadt České Velenice („Böhmisch Wielands“), →Jihočeský kraj, CZ – an die Tschechoslowakei nach 1918 (NS-Besatzungszeit 1938–45: Gmünd III)
- Stadlberg: Weiler der Ortschaft Karlstift von Bad Großpertholz (ehem. auch Groß-Stadlberg), Stodůlecký vrch/„(Klein-)Stadlberg“ ist eine Wüstung bei Pohoří na Šumavě (ehem. Buchers), Gemeinde Pohorská Ves, →Jihočeský kraj, CZ – an die Tschechoslowakei nach 1918, tschechischer Teil des Ortes 1945 wegen der Grenze geräumt; heute Moor als Naturdenkmal
- Wielands: Dorf, Ortsch. (Okz. 03608) und Katastralgemeinde (KGNr. 07016) von Großdietmanns, der ursprüngliche Ortsteil Unterwielands (zwischenzeitlich Stadtteil Gmünd-Bahnhof der Stadt Gmünd) ist heute die Stadt České Velenice („Böhmisch Wielands“), →Jihočeský kraj, CZ – an die Tschechoslowakei nach 1918

### StadtKrems an der Donau
Bezirk Krems a. d. D. (Stadt)
- Reisperbachtal: Weiler in der Ortschaft Egelsee, Siedlung (als Reispersbachtal) (nG) in der Ortschaft Stein an der Donau, PLZ 3500 Krems – Häuser im Tal

### Bezirk Melk
- Dürnbach: Ggr Rotte in der Ortschaft Gumprechtsberg von Bergland, weitere Rotte ist Ortschaft von Wieselburg-Land, →Bezirk Scheibbs; PLZ 3252 Petzenkirchen und 3250 Wieselburg (Bez. Scheibbs), beide als Wieselburg-Land geführt

### Bezirk Lilienfeld
- Terz: Rotte der Ortschaft Lahnsattel von St. Aegyd am Neuwalde, auch Rotte (nG) in Mariazell (ehem. Halltal), → Bezirk Bruck-Mürzzuschlag, Steiermark – Landesgrenze am Bach
- Fahrafeld: (nG) (nO) Rotte ist Ortschaft Außerfahrafeld (Okz. 04468) und Katastralgemeinde (KGNr. 19308) von Türnitz, zerstreute Häuser die Ortschaft Innerfahrafeld (04409) von Hohenberg; PLZ 3183 Freiland in beiden Gemeinden – Talung

### Bezirk Mödling
- Industriezentrum-NÖ-Süd: Erstreckt sich in den Gemeinden Wiener Neudorf, Biedermannsdorf, (nG) Guntramsdorf, (nG) Laxenburg; (nG), PLZ 2351 Wiener Neudorf (Gem. Wr. Neudorf u. Biedermannsdorf), 2353 Guntramsdorf, 2361 Laxenburg – 1941 als Flugmotorenwerke Ostmark in Groß-Wien, 24. Bez., entstanden

### Bezirk Neunkirchen
- Gegend: (bG) Zerstreute Häuser sind Ortschaft (Okz. 05299) und eine Ortslage von Rohr im Gebirge, → Bezirk Wiener Neustadt; PLZ 2662 Schwarzau im Gebirge resp. 2663 Rohr im Gebirge – ausgedehnte Talung
- Pfeffergraben: (bG) Rotte in der Gemeinde Mönichkirchen, weitere Häuser des Namens (etwas getrennt) gehören zu Pinggau, →Hartberg-Fürstenfeld, Steiermark; PLZ 7421 Tauchen-Schaueregg (dem Bereich nach burgenländische PLZ) – Lagen am Tauchenbach und Pfeffergraben
- Schlag: (Ggr), Rotte in der Ortschaft Thernberg, Gemeinde Scheiblingkirchen-Thernberg, Dorf in Bromberg, → Bezirk Wiener Neustadt; PLZ 2833 Bromberg – Ort auf Anhöhe, Bezirksgrenze
- Rax-Plateau: Zerstreute Häuser der Ortschaft Graben, Gemeinde Schwarzau im Gebirge, weitere zerstreute Häuser sind die Ortslage Rax der Gemeinde Neuberg an der Mürz, →Bezirk Bruck-Mürzzuschlag, Steiermark – Hütten auf der Rax; weitere Ortslagen gehören ohne entsprechenden Ortsnamen zu Kleinau, Gemeinde Reichenau an der Rax
- Semmering: Gemeinde, gleichnamige Siedlung (nG) und Katastralgemeinde Semmering in der Gem. Spital am Semmering, →Bruck-Mürzzuschlag, Steiermark; PLZ 2680 Semmering – Passhöhe
- Tauchen: Dorf der Gemeinde Mönichkirchen, zerstreute Häuser sind Ortschaft Steirisch-Tauchen von Pinggau, →Hartberg-Fürstenfeld, Steiermark; PLZ 7421 Tauchen-Schaueregg (dem Bereich nach burgenländische PLZ) – Passhöhe
- Tiefenbach: Rotte (nG) in der Ortschaft Thomasberg (05323, gleichnamige Gemeinde), auch Teil der Ortschaft (17478, Zerstreute Häuser) der Gemeinde Lichtenegg, auch zerstreute Häuser in Gem. Krumbach (Ortschaft Krumbach-Amt 06626), beide →Bezirk Wiener Neustadt, PLZ 2851 Krumbach
- Zaunegg: (Ggr), Einzellage in der Ortschaft Thernberg, Gemeinde Scheiblingkirchen-Thernberg, Rotte in Bromberg, → Bezirk Wiener Neustadt; PLZ 2833 Bromberg – Ort auf Anhöhe, Bezirksgrenze

### Bezirk Sankt Pölten-Land
- Irenental: Dorf ist Ortschaft (Okz. 06730) von Tullnerbach, einige Häuser (Rotte) (nG) gehören zu Purkersdorf; PLZ 3011 Untertullnerbach – Gemeindegrenze streckenweise im Bach
- Riederberg: (Ggr)[3] Rotte in der Ortschaft Irenental, Gemeinde Tullnerbach, Ortsteile (ebenfalls Rotte) in Sieghartskirchen, → Bez. Tulln; PLZ 3004 Ried am Riederberg – Passhöhe, die zum südlich liegenden Tullnerbach gehörenden Häuser sind aber an der Nordseite des Passes
- Scheiblingstein: (bG) Einzellage der Ortschaft Mauerbach (Gemeinde des Namens), die Siedlung gehört zur Ortschaft Weidlingbach, Stadt Klosterneuburg, →Bez. Tulln – ehemals verstreute Gehöfte am Scheiblingsteinberg
- Steinbach: Dorf und Ortschaft (OKz. 13869) der Gemeinde Mauerbach; die Ortslagen Steinbachtal gehören zu 14. Penzing, →Wien – Gemeindegrenze im Bach
- Weidlingbach: Rotte gehört zu Pressbaum, weitere Häuser (ebenfalls Rotte) (nG) zu Tullnerbach; PLZ 3021 Pressbaum – links- und rechtsufrig, Gemeindegrenze im Bach
- Weißenburg: Rotte jeweils in den Ortschaften Tiefgrabenrotte und Weißenburggegend der Gemeinde Frankenfels; PLZ 3213 Frankenfels

### Bezirk Scheibbs
- Dürnbach: Ggr Rotte ist Ortschaft (Okz. 06184) von Wieselburg-Land, weitere Rotte in der Ortschaft Gumprechtsberg von Bergland, →Bezirk Melk; PLZ 3250 Wieselburg und 3252 Petzenkirchen (Bez. Melk)
- Rothwald: (bG) Zerstreute Häuser sind Ortschaft Rothwald-Langau (05946) von Gaming, weitere zerstreute Häuser Rothwald in der Gemeinde Wildalpen, →Bezirk Liezen, Steiermark; PLZ 8924 Wildalpen – abseitige Lagen; vor 2011 in Gaming: Okz. 05946 Rothwald und 05938 Langau
- Mendling: (bG) Zerstreute Häuser sind Ortschaft (05958) von Göstling an der Ybbs, Rotte in Landl, →Bezirk Liezen, Steiermark; PLZ 3345 resp. 8923

### Bezirk Wiener Neustadt-Land
- Dürnbachtal, Rotte in der Ortschaft Peisching (Okz. 06676), zerstreute Häuser (nG) in der Ortschaft Dürnbach (06673), beide Gemeinde Waldegg, PLZ 2754 Waldegg
- Feuerwerksanstalt, Siedlung Feuerwerksanstalt (nG) und weitere Häusergruppe (nG) in der Ortschaft Wöllersdorf (06687, Gem. Wöllersdorf-Steinabrückl), Siedlung (nG) in der Ortschaft Bad Fischau (06559, gleichnamige Gem.), PLZ 2752 Wöllersdorf – allesamt Werksansiedungen rund um die gleichnamige Fabrik
- Gegend: (bG) Zerstreute Häuser sind Ortslage von Rohr im Gebirge (Ortschaft dieselbe), und eine Ortschaft von Schwarzau im Gebirge, → Neunkirchen; PLZ 2663 Rohr im Gebirge resp. 2662 Schwarzau im Gebirge – ausgedehnte Talung
- Grohdorf, zerstreute Häuser (nG) sind Ortschaft (06606) der Gemeinde Hollenthon, Ortsteile (Rotte) auch in Ortschaft Stang (06666) der Gem. Kirchschlag in der Buckligen Welt, PLZ 2812 Hollenthon
- Hackbichl, zerstreute Häuser sind Ortschaft (06596) der Gemeinde Hochwolkersdorf, zerstreute Häuser (nG) auch in Ortschaft Schwarzenbach (Zerstreut) (06664, Gemeinde Schwarzenbach), PLZ 2802 Hochwolkersdorf
- Hohe Wand, zerstreute Häuser (nG) in den Ortschaften Maiersdorf (06601) und Stollhof (06603) der Gemeinde Hohe Wand, PLZ 2724 Hohe Wand-Stollhof (Postamt Maiersdorf) – Ortslagen des gleichnamigen Bergzuges
- Klingfurth, Dorf ist Ortsch. (06679) d. Gemeinde Walpersbach, Ortsteil (Rotte) (nG) in der Ortschaft Schlatten (06662, Gemeinde Bromberg), PLZ 2822 Bad Erlach
- Krottenbach, Rotte in der Ortschaft Miesenbach (06649, gleichn. Gem.), Häusergruppe (nG) in Ortsch. Reichental (17512) d. Gemeinde Waldegg, PLZ 2761 Miesenbach
- Melberleiten, Rotte in der Ortschaft Ofenbach (06632) der Gemeinde Lanzenkirchen, Einzellage (nG) (dort  Mehlberleiten) auch in Ortsch. Schleinz (06680) d. Gemeinde Walpersbach, PLZ 2821 Lanzenkirchen
- Michelbach, zerstreute Häuser sind Ortsch. (06610) d. Gemeinde Hollenthon, zerstreute Häuser (nG) auch in der Ortschaft Schlatten (06662, Gemeinde Bromberg), PLZ 2833 Bromberg
- Pürahöfen, zerstreute Häuser sind Ortschaft (06613) der Gemeinde Hollenthon, Einzellage (nG) ist Ortschaft (17474) der Gemeinde Lichtenegg, PLZ 2813 Lichtenegg
- Quarb, Rotte in der Ortschaft Waidmannsfeld (06672, gleichn. Gemeinde), Rotte (nG) in Ortsch. Feichtenbach (06653) d. Gemeinde Pernitz, PLZ 2761 Waidmannsfeld
- Rosenbrunn, zerstreute Häuser sind Ortsch. (06599) d. Gemeinde Hochwolkersdorf, Ortsteil (Rotte) (nG) in der Ortschaft Schlatten (06662, Gemeinde Bromberg), PLZ 2802 Hochwolkersdorf
- Schlag, (Ggr), Dorf ist Ortschaft (06661) von Bromberg, Rotte in Gem. Scheiblingkirchen-Thernberg, → Neunkirchen; PLZ 2833 Bromberg – Ort auf Anhöhe, Bezirksgrenze
- Stupfenreith, Weiler in der Ortschaft Breitenbuch (06659, Gemeinde Bromberg), zerstreute Häuser (nG) auch in Ortschaft Bad Erlach (06573, gleichn. Gem.), PLZ 2853 Bad Erlach
- Spratzau, zerstreute Häuser sind Ortsch. (06638) der Gemeinde Lichtenegg, Rotte (nG) (Hollenthoner-Spratzau) ist Ortschaft (06614) der Gemeinde Hollenthon, PLZ 2812 Hollenthon
- Tiefenbach, zerstreute Häuser sind Ortschaft (17478) in der Gemeinde Lichtenegg, zerstreute Häuser (nG) in der Ortschaft Krumbach-Amt (06626, Gem. Krumbach), Rotte (nG) in der Ortschaft Thomasberg (05323, gleichn. Gem., →Bez. Neunkirchen), PLZ 2851 Krumbach
- Ulrichsdorf: Rotte und Ortschaft (06594) in der KG Gschaidt von Hochneukirchen-Gschaidt, PLZ 2852 Hochneukirchen; wenige Adressen (nO)  mit dieser PLZ liegen in den Ortschaften Elsenau und Götzendorf, Gemeinde Schäffern, →Bezirk Hartberg-Fürstenfeld, Steiermark (Adr. dieser Ortschaften) – Randlagen des Orts
- Waidmannsbach, zerstreute Häuser in der Ortschaft Miesenbach (06649, gleichn. Gem.), zerstreute Häuser (nG) in der Ortschaft Waidmannsfeld (06672, gleichn. Gemeinde), PLZ 2761 Waidmannsfeld
- Zaunegg, (Ggr), Rotte in Bromberg, einzelne Häuser auch in Gem. Scheiblingkirchen-Thernberg, → Neunkirchen; PLZ 2833 Bromberg – Ort auf Anhöhe, Bezirksgrenze

### Bezirk Tulln
- Augebiet: (nG) Siedlung in den Ortschaften Klosterneuburg und Kritzendorf der Stadt Klosterneuburg – Neuerschließung
- Kirchberg am Wagram: Marktort, Ortschaft (Okz. 06278) und Katastralgemeinde (KGNr. 20018) der Gemeinde Kirchberg am Wagram, zwei Ortsteile (nG) gehören aber jeweils als Häusergruppe zu den Ortschaften und KGs Engelmannsbrunn und Neustift im Felde dieser Gemeinde; der Ort verteilt sich in anderer Abgrenzung auch auf die Zählsprengel Kirchberg am Wagram, Neustift im Felde, Dörfl, Oberstockstall und Engelmannsbrunn – Ortswachstum über die Verwaltungsgrenzen
- Riederberg: (Ggr)[3] Rotte ist Ortschaft (Okz. 06314) der Gemeinde Sieghartskirchen, Ortsteile (ebenfalls Rotte) in Gemeinde Tullnerbach, →Bez. Sankt Pölten-Land; PLZ 3004 Ried am Riederberg – Passhöhe
- Scheiblingstein: (bG) Siedlung der Ortschaft Weidlingbach, Stadt Klosterneuburg, eine Einzellage gehört zur Ortschaft und Gemeinde Mauerbach, →Bez. Sankt Pölten-Land – ehemals verstreute Gehöfte am Scheiblingsteinberg

### Stadt Waidhofen an der Ybbs
Bezirk Waidhofen a.d. Ybbs (Stadt)
- Zell an der Ybbs: Stadtteil und Ortschaft (Okz. 03350), weitere Teile sind Teil der Ortschaft Zell-Arzberg (03351), beide PLZ 3340 Waidhofen an der Ybbs – Verstädterung

### Bezirk Zwettl
- Oedwinkel, der Weiler, der aus vier Häusern besteht, gehört mit drei Häusern zur Gemeinde Ottenschlag, das vierte gehört zur Gemeinde Sallingberg

## Oberösterreich

### Bezirk Braunau am Inn
- Aching: Rotte ist Ortschaft (Okz. 07175) von Braunau am Inn, weitere zerstreute Häuser (nG) sind Ortschaft (07854) von St. Peter am Hart – links und rechts des Flusses
- Biburg: Weiler, Ortschaft (07202) und Katastralgemeinde in der Gemeinde Burgkirchen, Dorf und Ortschaft (07582) in der Gemeinde Mauerkirchen; die Mattig bzw. deren früherer Verlauf bildet die Gemeindegrenze
- Brunn im Gries: Rotte ist Ortschaft (07915) von Schwand im Innkreis, einige zerstreute Häuser (nG) heißen Brunn im Gries (07650) oder Griesbach (Adressen) (nG) und gehören zu Neukirchen an der Enknach; PLZ 5134 Schwand im Innkreis, auch 5282 Ranshofen (abseitige Lagen) – diverse Lagen am Lachforst
- Esterloh: Weiler in den Ortschaften Trimmelkam (07852) und Wildshut (07853) der Gemeinde Sankt Pantaleon; PLZ 5120
- Hollersbach: (Ggr) Einzellage ist Ortschaft (07694) von Ostermiething, der Rest des Ortes (Rotte) ist Ortschaft (07839) von St. Pantaleon; PLZ 5121 Ostermiething resp. 5120 St. Pantaleon, Oberösterreich
- Hunding: Dorf ist Ortschaft (07986) von Weng im Innkreis, Weiler (nG) Ortschaft (07603) von Moosbach; PLZ 4952 Weng im Innkreis
- Oberweißau: Dorf (nG) ist Ortschaft (07545) und Katastralgemeinde (Oberweissau, KGNr. 40122) von Lochen am See, weitere Häuser als Weiler (Ggr) Ortschaft (07638) von Munderfing, PLZ 5221 und 5222 resp.
- Pirath: Rotte ist Ortschaft (07989) von Weng im Innkreis, weitere Häuser (Adressen) (nG) (nO) in Altheim; PLZ 4952 Weng im Innkreis resp. 4950 Altheim – Gemeinderandlage, Neusiedlung in Altheim
- Wimholz: 2 Häuser sind Ortschaft (07969) von Treubach, weitere 2 Häuser (nG) sind Ortschaft (07612) von Moosbach (beide Ortsteile jeweils als Einzellage klassiert); PLZ 5272 Treubach resp. 5271 Moosbach – Gemeinderandlage des Moosbacher Gehöfts mit Neubauten

### Bezirk Eferding
- Gstaltenhof, Weiler ist Ortschaft (Okz. 08070) von Hartkirchen, Rotte (nG) ist Ortschaft (08159) von Pupping; PLZ 4081 Hartkirchen (bzw. 4081 Pupping) – jüngere Bauten am Segelflugplatz Eferding ab 1960er
- Gstöttenau, Rotte ist Ortschaft (08160) von Pupping, Siedlung (nG) ist Ortschaft (08105) von Hinzenbach; PLZ 4081 Hartkirchen, 4070 Eferding (Hinzenbach) – jüngere Ortserweiterungen
- Hinterberg, zerstreute Häuser sind Ortschaft (08041) von Haibach ob der Donau, eine Einzellage (nG) ist Ortschaft (08080) von Hartkirchen; PLZ 4081 Hartkirchen (Haibach ob der Donau)
- Kleingerstdoppl: Rotte (nG) ist Ortschaft (08176) von Sankt Marienkirchen an der Polsenz, weitere Rotte ist Ortschaft (09304) von Pollham, →Bez. Grieskirchen; PLZ 4732 St. Thomas (bzw. St. Marienkirchen/Polsenz resp. Pollham) – benachbart auch Großgerstdopl (Okz. 09427, Gem. Sankt Thomas, Bez. Griesk.)
- Pupping, Gemeindehauptort, Ortschaft (08163) und Katastralgemeinde (45025) von Pupping, eine Einzellage (nG) ist Ortschaft (08163) von Hartkirchen; PLZ 4070 Eferding (Pupping) – durch Aschachbahn 1884 abgetrenntes Gebiet

### Bezirk Freistadt
- Etzelsdorf, (Ggr) zerstreute Häuser (insb. Weiler Grub) sind Ortschaft (Okz. 08315) von Lasberg und Ortschaft (08459) von St. Oswald bei Freistadt; PLZ 4291 Lasberg u. 4271 Sankt Oswald bei Freistadt – Streusiedlung
- Galgenau, (Ggr) zerstreute Häuser sind Ortschaft (08287) von Kefermarkt und Ortschaft (08223) von Freistadt; PLZ 4212 Kefermarkt, 4240 Freistadt und 4291 Lasberg
- Harterleiten, zerstreute Häuser sind Ortschaft (08288) von Kefermarkt, weitere Häuser (nG) (ohne Siedlungskzg.) sind Ortschaft (08320) von Lasberg; PLZ 4292 Kefermarkt u. 4291 Lasberg – Streusiedlung, eigentlich Flurname
- March, Dorf ist Ortschaft (08462) von St. Oswald bei Freistadt und Katastralgemeinde (KGNr. 41014); zerstreute Häuser auch Ortschaft (nG) (08242) von Gutau; 4271 Sankt Oswald bei Freistadt u. 4293; Gutau – Ort mit Streusiedlungen
- Mötlas, Dorf ist Ortschaft (Okz. 09326) der Gemeinde Unterweißenbach, Katastralgemeinde (41212) (nG) liegt aber in Gemeinde Königswiesen – ehemalige Gemeinde, 1948 aufgeteilt
- Mötlasberg, zerstreute Häuser sind Ortschaft (08305) von Königswiesen und Ortschaft (08514) (nG) von Unterweißenbach; PLZ 4280 Königswiesen und 4273 Unterweißenbach – ehemalige Gemeinde Mötlas, 1948 aufgeteilt
- Reichenstein, Rotte ist Ortschaft (08498) von Tragwein, zerstreute Häuser (nG) sind Ortschaften von Gutau (08246) und Pregarten (08402); PLZ 4230 (Pregarten) – ehem. Herrschaft Reichenstein, Gemeindegrenze (bis auf Ortskern) im Fluss
- Sankt Peter, Dorf ist Ortschaft (08536) von Waldburg, Rotte (nG) ist Ortschaft (08224) von Freistadt; PLZ 4240 Waldburg resp. 4240 Freistadt – ehem. Pfarrbezirk, Umgemeindung auch 1938
- Schwandt, Katastralgemeinde (41024) von Waldburg, die Anteile in Freistadt (Ortslage) St. Peter werden als Zählsprengel Trölsberg-Schwandt (40601 004) erfasst – ehemalige Gemeinde bis 1875, Umgemeindung 1938
- Trölsberg, zerstreute Häuser sind Ortschaft (08225) von Freistadt und weitere (nG) Ortschaft (08379) von Neumarkt im Mühlkreis; PLZ 4240 Freistadt und 4212 Neumarkt im Mühlkreis – Umgemeindung 1938 (auch Berg, 732 m)
- Unterrauchenödt, zerstreute Häuser sind Ortschaft (08234) von Lasberg und Ortschaft (nG) (08234) von Grünbach; PLZ 4291 Lasberg u. 4264 Grünbach – Streubesiedlung, ehem. Gemeinde Rauchenödt, aufgeteilt
- Wartberg, Rotte ist Ortschaft (08474) von St. Oswald bei Freistadt, Katastralgemeinde (nG) (KGNr. 41030) liegt aber in Lasberg; PLZ 4271 Sankt Oswald bei Freistadt u. 4291 Lasberg – ehemalige Gemeinde, aufgeteilt 1874
- Weinberg, Rotte ist Ortschaft (08294) von Kefermarkt, zerstreute Häuser (nG) sind Ortschaft (08224) von Lasberg; PLZ Kefermarkt Kefermarkt resp. 4292 Lasberg – ehem. Schlossgut Weinberg
- Witzelsberg, Rotte ist Ortschaft (08476) von St. Oswald bei Freistadt, zerstreute Häuser (nG) sind Ortschaft (08334) von Lasberg; PLZ 4271 Sankt Oswald bei Freistadt u. 4291 Lasberg – Ort und Umgebung

### Bezirk Gmunden
- Großkufhaus: Rotte und Ortschaft (Ortschaftskennziffer 08744) in Pinsdorf, einige Häuser (nG) (Adressen Aurachtalstraße) gehören zu Altmünster; PLZ alle 4812 Pinsdorf – bis Anfang der 1950er  eigenständige Ortschaft von Altmünster, dann dort mitsamt Kleinkufhaus zu Gmundnerberg
- Hals/Halsgraben: (Ggr) Ortslagen von St. Konrad (ersteres) und Scharnstein (beide); PLZ 4817 St. Konrad resp. 4644 Scharnstein – Passlagen
- In der Au: Rotte in den Ortschaften Dorf und Mühldorf von Scharnstein – Katastralgrenze im Bach
- In der Thann: Rotte in den Ortschaften Dorf und Mühldorf von Scharnstein – Katastralgrenze im Bach
- Mühldorf: Dort mit Ortschaft (Okz. 08781) und Katastralgemeinde Mühldorf I (KGNr. 42139) in Scharnstein, die Katastralgemeinde Mühldorf II (KGNr. 42140) gehört zu St. Konrad; PLZ 4644 Scharnstein; in St. Konrad gänzlich unbesiedelt[4] – Aufteilung der Steuergemeinde schon vor Bildung einer politischen Gemeinde
- Pinsdorfberg: Rotte und Ortschaft (Okz. 08744) in Pinsdorf, Adressen (nG) auch in Altmünster, dort bei Ortschaft Gmundnerberg; PLZ alle 4812 Pinsdorf – 1861 Gemeinde Ort aufgeteilt
- Steinbichl: Rotte und Ortschaft (Okz. 08745) in Pinsdorf, das Zementwerk Hatschek dort liegt halb im Gemeindegebiet von Altmünster
- Wessenaurach: Rotte in der Ortsch. Kasten von Aurach am Hongar, Adressen (nG) (etwa die Hälfte der Häuser) auch in Altmünster, dort hauptsächlich die Rotte Igling in der Ortschaft Reindlmühl; PLZ 4814 Neukirchen – Tal des gleichnamigen Bachs, am Mittellauf Gemeindegrenze

historisch:
- Gschwandt: Ortschaft (Okz. 08677) von Gschwandt, ehemalige Ortschaft in Gmunden: Klam[m], heute zu Ortschaft Gmunden (Zählsprengel Gmunden-Land) gerechnet
- Gmundnerberg: Ortschaft (Okz. 08597) von Altmünster, nach Aufteilung von Ort 1861 auch Ortschaft in Pinsdorf, heute dort nicht mehr geführt
- Kleinkufhaus: Ortschaft in Pinsdorf und Altmünster, Aufteilung von Ort 1861 bis Anfang der 1950er, Ortsname heute nicht mehr gebräuchlich
- Moos: Ortschaft (Okz. 08741) in Pinsdorf, Aufteilung von Ort 1861, bis in die 1950er ein Haus (Nr. 10) auch in Altmünster, dann dort Gmundnerberg
- Traunkirchen: Einzige Ortschaft (Okz. 08777) von Traunkirchen, früher kleiner, aber auch ehemalige Ortschaft in Gmunden: Karbach, heute zu Ortschaft Gmunden (Zählsprengel Gmunden-Land) gerechnet

### Bezirk Grieskirchen
- Buchet: zerstreute Häuser (nG) sind Ortschaft (Okz. 08826) von Schlüßlberg, auch Weiler Puchet, Ortschaft (13498) von Pichl bei Wels, →Bezirk Wels-Land; PLZ 4707 Schlüßlberg und 4632 Pichl bei Wels (bzw. Schlüßlberg, PLZ in beiden Gemeinden) – Hügellage, hier Gemeindegrenze
- Breitwies: Rotte ist Ortschaft (09135) von Meggenhofen, Einzellage (nG) auch Ortschaft (09116) von Kematen am Innbach; PLZ 4714 Meggenhofen resp. 4633 Kematen am Innbach – Gemeinderandlage
- Gstöcket: Rotte ist Ortschaft (09326) der Gemeinde Pram, Einzellage (nG) Ortschaft (10364) der Gemeinde Geiersberg, →Bez. Ried i.I.; PLZ 4922 Geiersberg
- Hiering: zerstreute Häuser sind Ortschaft (09446) von Schlüßlberg, Rotte (nG) ist Ortschaft (08998) von Grieskirchen; PLZ 4707 Schlüßlberg, 4710 Grieskirchen – Ortsentwicklung an Gemeindegrenze
- Hornesberg: zerstreute Häuser sind Ortschaft (09302) von Pollham, Rotte ist Ortschaft (09447) von Schlüßlberg; PLZ 4710 Grieskirchen (Pollham) resp. 4707 Schlüßlberg
- Hueb: Weiler in der Ortsch. Mühlbach (08944, ehem. Ortschaft Hueb, Okz. 08934) (nO') der Gemeinde Gaspoltshofen, Rotte (nG) ist Ortsch. (13140) von Wolfsegg am Hausruck, →Bez. Vöcklabruck; PLZ 4902 Wolfsegg
- Hungerberg: Rotte (nG) ist Ortschaft (09605) von Wallern an der Trattnach, eine weitere Rotte (Ggr) Ortschaft (13358) von Krenglbach, →Bez. Wels-Land; PLZ 4702 Wallern an der Trattnach (resp. Krenglbach) – Hügellage, hier Gemeindegrenze
- Kehrbach: Siedlung ist Ortschaft (09448) von Schlüßlberg, Adressen (nG) auch in Grieskirchen; PLZ 4707 Schlüßlberg resp. 4710 Grieskirchen
- Kleingerstdoppl: Rotte ist Ortschaft (09304) von Pollham, weitere Rotte (nG) ist Ortschaft (08176) von Sankt Marienkirchen an der Polsenz, →Bez. Eferding; PLZ 4732 St. Thomas (bzw. Pollham resp. St. Marienkirchen/Polsenz) – benachbart auch Großgerstdopl (Okz. 09427, Gem. Sankt Thomas, Bez. Griesk.)
- Knotzberg: zerstreute Häuser sind Ortschaft (09252) von Neukirchen am Walde, Rotte (nG) ist Ortschaft (09222) von Natternbach; PLZ 4707 Schlüßlberg, 4710 Grieskirchen
- Krottendorf: Einzellage (nG) ist Ortschaft (09124) von Kematen am Innbach, der Weiler ist Ortschaft (13484) von Meggenhofen, →Bez. Wels-Land; PLZ 4633 Kematen am Innbach resp. 4714 Meggenhofen – Gemeinderandlage
- Müllerberg: Rotte (Am) Müllerberg (Ggr) in der Ortschaft Gebersdorf von Bad Schallerbach, eine Einzellage (nG) ist Ortschaft (09608) von Wallern an der Trattnach, sowie eine weitere Rotte (Ggr) Ortschaft (13489) von Pichl bei Wels, →Bez. Wels-Land; PLZ 4701 Bad Schallerbach (auch Pichl bei Wels resp. Wallern an der Trattnach) – Hügellage, hier Gemeindegrenze
- Niederndorf: Rotte ist Ortschaft (08902) von Gallspach, weitere Häuser als Rotte (nG) Ortschaft (09453) von Schlüßlberg, und eine Einzellage (nG) ist Ortschaft (09001) von Grieskirchen; PLZ 4713 Gallspach bzw. Schlüßlberg (4713 ist Grieskirchen) und 4707 Schlüßlberg – Ortswachstum in Gemeinderandlage
- Parz: zerstreute Häuser sind Ortschaft (09398) von Grieskirchen, ein Weiler (nG) ist Ortschaft (09454) von Schlüßlberg; PLZ 4713 Grieskirchen und 4707 Schlüßlberg – Ansiedlung um Schloss Parz, ehemalige Gemeinde 1938/39 aufgelöst
- Parzham: Rotten als Ortschaft (09609) von Wallern an der Trattnach und (09571) (nG) Waizenkirchen
- Pollhamerwald: zerstreute Häuser sind Ortschaft (09307 ) von Pollham, ein Weiler (nG) ist Ortschaft (09532) von Tollet; PLZ 4713 Grieskirchen und 4707 Schlüßlberg – Ansiedlung um Schloss Parz; PLZ 4710 Grieskirchen (Pollham resp. Tollet) – Gemeindegrenze im Waldgebiet
- Pühret: Einzellage in Ortschaft Diesting von Kematen am Innbach, zerstreute Häuser (nG) sind Ortschaft (09455) von Schlüßlberg; PLZ 4707 Schlüßlberg – Gemeindegrenze Straße
- Schmidgraben: Einzellage ist Ortschaft (09434) von Michaelnbach, weitere Einzellage (nG) ist Ortschaft (09308) von Pollham, und zerstreute Häuser (nG) sind Ortschaft (09193) von St. Thomas; PLZ 4712 Michaelnbach, 4710 Grieskirchen (bzw. Pollham) und 4732 Sankt Thomas – Gemeindegrenze etwa entlang Bach
- Schönau: Dorf, Ortschaft (08827) und Katastralgemeinde (44030) von Bad Schallerbach, eine Einzellage (nG) ist Ortschaft (09309) von Pollham; PLZ 4701 Bad Schallerbach resp. 4710 Grieskirchen (Pollham) – Gemeinde Bad Schallerbach hieß bis 1938 Schönau, Randlage in Pollham
- Stefansdorf: Dorf ist Ortschaft (08865) von Peuerbach (KG Bruck, teilw. auch KG Waasen), zwei Häuser (nG) sind Ortschaft (09197) von Michaelnbach; PLZ 4722 Bruck-Waasen (eigentlich Peuerbach) resp. 4712 Michaelnbach – Ort in Gemeinderandlage
- Unternberg: Siedlung ist Ortschaft (09463) von Schlüßlberg, Weiler (nG) Ortschaft (09005) von Grieskirchen; PLZ 4707 Schlüßlberg und 4710 Grieskirchen – Gemeindegrenze ist die Straße, nicht der nahe Bach
- Vornwald: Rotte ist Ortschaft (08906) von Gallspach, dort auch Vornwald-Siedlung, Einzellage (nG) ist Ortschaft (17282) von Grieskirchen; PLZ 4713 Grieskirchen (Gallspach) – Ortslage in Gemeinderandlage (Waldkante, namentlich)

### Bezirk Kirchdorf
- Dirnberg: Zerstreute Häuser sind Ortschaft (09675) von Kremsmünster, ein Weiler ist Ortschaft (13517) von Sattledt, →Bez. Wels-Land; PLZ 4550 Kremsmünster resp. 4642 Sattledt – 1851–1874 Gem. Sattlödt, dann zu Kremsmünster (Land/Markt), 1939 teilweise zur neuen Gem. Sattledt
- Gleinkerau: zerstreute Häuser sind eigene Ortschaft (Okz. 09764) und Katastralgemeinde (KNr. 49403), weitere zerstreute Häuser (nG) Teil der Ortschaft Spital (09767), jeweils Gemeinde Spital am Pyhrn; PLZ 4582 Rosenau am Hengstpaß
- Haid: Weiler (nG)[5] ist Teil der Ortschaft Hehenberg, Gemeinde Kremsmünster, weitere Adressen (nO) gehören zur gleichnamigen Ortschaft Hehenberg von Bad Hall, →Bezirk Steyr-Land; PLZ 4540 Bad Hall – 1874? teilweise zur Gemeinde Kremsmünster-Land
- Hausmanning: Dorf ist Ortschaft (09760) von Schlierbach, zerstreute Häuser (nG) Ortschaft (09726) von Oberschlierbach PLZ 4553 Schlierbach resp. 4560 Kirchdorf an der Krems (Oberschlierbach)
- Hehenberg: Zerstreute Häuser (nG) sind mit Weiler Haid[5] Ortschaft (09680) von Kremsmünster, weitere zerstreute Häuser sind Ortschaft (09680) in der gleichnamigen Katastralgemeinde von Bad Hall, →Bezirk Steyr-Land; PLZ 4540 Bad Hall – umfangreiche Streusiedlung, 1874? teilweise zur Gemeinde Kremsmünster-Land
- Heiligenkreuz: Zerstreute Häuser sind eine Ortschaft (09681) sowie ein Ortsteil (nG) der Ortschaft Mairdorf von Kremsmünster, eine Rotte (nG) ist Ortschaft (13519) von Sattledt, →Bez. Wels-Land; PLZ 4550 Kremsmünster resp. 4642 Sattledt – 1851–1874 Gem. Sattlödt, dann zu Kremsmünster (Land/Markt), 1939 teilweise zur neuen Gem. Sattledt
- Magdalenaberg: Dorf und Ortschaft (09733) in der Gemeinde Pettenbach, zerstreute Häuser und Ortschaft (09668) in der Gemeinde Inzersdorf im Kremstal
- Mitteregg: zerstreute Häuser (Ggr)[6] in der Ortschaft Zehetner (09772) der Gemeinde Steinbach an der Steyr, weitere zerstreute Häuser (Ggr) sind Ortschaft und Katastralgemeinde von Aschach an der Steyr sowie auch Ortsteil (Ggr) (nG) in der Ortschaft Ternberg, Gemeinde Ternberg, letztere beide →Bezirk Steyr-Land; PLZ 4594 Grünburg
- Pochendorf: Rotte ist Ortschaft (09690) von Kremsmünster, zerstreute Häuser (nG) sind Ortschaft (13523) von Sattledt, →Bezirk Wels-Land; PLZ 4550 Kremsmünster resp. 4642 Sattledt – 1851–1874 Gem. Sattlödt, dann zu Kremsmünster (Land/Markt), 1939 teilweise zur neuen Gem. Sattledt
- Sattledt II: Katastralgemeinde (KNr. 51021) von Kremsmünster, die KG Sattledt I (51228) gehört zur Gemeinde Sattledt, →Bezirk Wels-Land – 1851–1874 Gem. Sattlödt, dann zu Kremsmünster (Land/Markt), 1939 teilweise zur neuen Gem. Sattledt
- Steinfelden: Rotte und Ortschaft (09737) der Gemeinde Pettenbach, zerstreute Häuser in der Gemeinde Steinbach am Ziehberg

### StadtLinz
- Zaubertal: Ortslagen (nG) (nO) in Margarethen (Römerberg-Margarethen, Stt. Innenstadt; KG Linz) und Froschberg (Stt. u. KG Waldegg), der Gutteil der Siedlung ist Ortschaft von Leonding, Bez. Linz-Land – Gemeindegrenzen im Bach

### Bezirk Linz-Land
- Aistental: Dorf ist Ortschaft (Okz. 09837) der Gemeinde Hörsching, zerstreute Häuser (nG) sind Ortschaft (10286) von Pasching; PLZ 4063 Hörsching resp. 4061 Pasching – Verschiebung der Gemeindegrenze
- Droissendorf: Katastralgemeinde (KGNr. 45506) der Gemeinde St. Marien (Teile der Ortschaften Oberschöfring  und Weichstetten), das Dorf Droißendorf mit Ortschaft und weiterer Katastralgemeinde Droissendorf (49204) liegt in Schiedlberg, →Bezirk Steyr-Land – Teile 1805 zur neuen Ortschaft Schiedlberg der Pfarre Thanstetten, schon in den 1830ern zwei Steuergemeinden
- Grassing/Graßing: Rotte Grassing ist Ortschaft (09810, Adressen Obergrassing) von Eggendorf im Traunkreis, Ortschaft Graßing (nG) (09810) und Katastralgemeinde Grassing (KNr. 51207) mit Ober-, Mitter- und Untergraßing gehören zu Weißkirchen an der Traun, →Bezirk Wels-Land; PLZ 4600 Eggendorf im Traunkreis resp. 4616 Weißkirchen an der Traun – Aufteilung 1894
- Kroisbach: Weiler ist Ortschaft (09812) von Eggendorf im Traunkreis, Einzellage (nG) ist Ortschaft (09785) von Allhaming; PLZ 4622 Eggendorf im Traunkreis resp. 4622 Allhaming – Gemeinderandlage
- Neubau: Dorf, Ortschaft (09845) und (einzige) Katastralgemeinde (KGNr 45307) von Hörsching, Siedlung ist Ortschaft (09992) von Traun; PLZ 4063 Hörsching resp. 4050 Traun – Ortserweiterung, Teile auch schon um 1869 bei Traun
- Winkling:[7] Zerstreute Häuser sind Ortschaft (09883) von Kronstorf, auch Ortschaft (nG) von Dietach, →Bezirk Steyr-Land (bG) und Ortslage (Maria im Winkl) der →Stadt Steyr; PLZ 4484 (Kronstorf) resp. 4407 (Dietach) – zwischen Pfarren Kronstorf und Dietach von alters her geteilt, ehem. Gemeinde Gleink 1938 auf Steyr und Wolfern (1945 Dietach) aufgeteilt
- Zaubertal: Siedlung ist Ortschaft (OKz. 09894) von Leonding, weitere Ortsteile (nG) (nO) in der Stadt Linz – Gemeindegrenzen im Bach

### Bezirk Perg
- Blindendorf: Rotte und Ortschaft (Okz. 10205) von Ried in der Riedmark, eine weitere Rotte (nG) ist Ortschaft (Okz. 10059) von Katsdorf; PLZ 4312 Ried in der Riedmark – verstreutere Lagen am Hügel
- Forndorf: Ortsteile Forndorf-Lehenbrunn der Ortschaft Lehenbrunn (10185) (Ggr) (nO) der Stadtgemeinde Perg, Siedlung (nG) ist Ortschaft (10283) der Gemeinde Windhaag bei Perg; PLZ 4320 Perg und 4322 Windhaag bei Perg – Gemeindegrenze an der Dorfstraße
- Frankenberg: Zerstreute Häuser sind Ortschaft (10094) von Langenstein, eine Rotte (nG) gehört als Ortschaft (10207) zu Ried in der Riedmark; PLZ 4222 St. Georgen an der Gusen respektive 4312 Ried in der Riedmark – Streulagen am Hügel
- Grünau: Dorf ist Ortschaft (10208) von Ried in der Riedmark, eine Rotte (nG) gehört als Ortschaft (05977 ) zu Katsdorf – um Schloss Grünau
- Hehenberg: Rotte ist Ortschaft (10031) von Baumgartenberg, eine Einzellage (nG) eigene Ortschaft (10022) von Arbing; PLZ 4342 Baumgartenberg – abseitige Ortslage von Arbing
- Henndorf: Ortschaft und Katastralgemeinde von St. Georgen am Walde (früher eigene Gemeinde) und Ortschaft von Pabneukirchen
- Holzmann: Zerstreute Häuser sind Ortschaft (10286) der Gemeinde Windhaag bei Perg und Ortschaft (10193) (nG) von Rechberg; PLZ 4322 Windhaag bei Perg resp. 4324 Rechberg – Streulagen am Hügelzug
- Innernstein: (Ggr) Zerstreute Häuser sind Ortschaft (10077) von Bad Kreuzen, weitere zerstreute Häuser (nG) (Ortschaft 10136) und die Katastralgemeinde (43208) gehören zu Münzbach; PLZ 4323 Münzbach (in beiden Gemeinden) und 4351 Klam [bei Grein] (in Bad Kreuzen) – ehemalige Gemeinde 1937 aufgeteilt
- Josefstal: Rotte ist Ortschaft (10265) von Schwertberg, dort auch zwei Häuser als Ortsch. Unterjosefstal (10270), noch zwei Häuser (Rotte Josefstal) (nG) ist Ortsch. (16985) von Ried in der Riedmark, heute unbewohnt – Lage im gleichnamigen Tal der Aist
- Karlingberg: Siedlung ist Ortschaft (10287) (Ggr) von Windhaag bei Perg, Ortsteile (nG) sind Stadtteil und Ortschaft (10182) der Stadt Perg; PLZ 4320 Perg – Gemeindegrenze an der Straße
- Kemet: Rotte ist Ortschaft (10288) von Windhaag bei Perg, zerstreute Häuser (nG) sind Ortschaft (10194) von Rechberg; PLZ 4323 Münzbach – Streulagen am Hügel
- Letten: Zerstreute Häuser sind Ortschaft (10254) von Saxen, 2 Häuser (Einzellage) (nG) bilden Ortschaft (10254) von Klam; PLZ 4351 Saxen und 4351 Klam [bei Grein] (letzte in beiden Gemeinden) – Streulagen, ehemaliger Hauptort einer Gemeinde bis 1875
- Marbach: Rotte ist Ortschaft (10112) von Mauthausen, zerstreute Häuser (nG) sind Ortsch. (10210) von Ried in der Riedmark, dort auch die KG des Namens (KGNr. 43106) – um Schloss Marbach
- Mollnegg: Zerstreute Häuser sind Ortschaft (10287) von Münzbach, 2 Häuser (Einzellage) (nG) sind Ortschaft (10024) von Arbing; PLZ 4323 Münzbach, 4341 Arbing (in beiden Gemeinde) und 4342 Baumgartenberg – Streusiedlung in Gemeinderandlage
- Obersebern: Dorf (Ortschaft Sebern) in Naarn im Machlande, die andere Ortshälfte gehört (als Rotte klassiert) (nG) zur Ortsch. Albern von Mauthausen; PLZ 4310 Mauthausen (in beiden Gemeinden) und 4332 Au, Donau (in Naarn) – Brückenort beiderseits des Flusses
- Oberzirking: Dorf und Ortschaft (10114) von Mauthausen (Adressen: Zirking), der Rest des Ortes (als Rotte klassiert) (nG) ist eine Ortschaft (10214) von Ried in der Riedmark; PLZ alle 4312 Ried in der Riedmark – Lage an der Gemeindegrenze, Ortswachstum
- Pasching: Ortsteil, auch Karlingberg-Lehenbrunn genannt, gehört zur Ortschaft Lehenbrunn (10185) (Ggr) (nO) der Stadt Perg, eine Rotte (nG) ist Teil der Ortschaft Karlingberg (10287), Gemeinde Windhaag bei Perg; PLZ 4320 Perg – Gemeindegrenze an der Dorfstraße
- Poneggen: Dorf in der Gemeinde Schwertberg (Ortschaft Schwertberg), Einzelhof und Ortschaft (10215) in der Gemeinde Ried in der Riedmark
- Puchberg im Machland: Das Dorf ist eine Ortschaft (10025) von Arbing, dort auch die Katastralgemeinde Puchberg im Machland I (KGNr. 43216), die KG Puchberg im Machland II (43221) gehört zu Baumgartenberg – ehemalige Gemeinde 1955 abgeschafft
- Wienergraben: Eine Rotte in der Ortschaft Ufer von Mauthausen, ein Ortsteil (als Dorf klassiert) (nG) gehört zur Ortschaft Langenstein, Gem. Langenstein; PLZ 4310 Mauthausen (in beiden Gemeinden) und 4222 St. Georgen an der Gusen – Ortslage beiderseits des Bachs

### Bezirk Ried im Innkreis
- Albertsedt: als Rotte Ortschaft (Okz. 10733) der Gemeinde Utzenaich, Ortsteil (auch Rotte) (nG) Ortschaft (10292) der Gemeinde Andrichsfurt, PLZ 4754 Andrichsfurt
- Baumgarten: Weiler ist Ortschaft (10442) der Gemeinde Lambrechten und Ortschaft (nG) (10692, ohne gleichn. Siedlg.) der Gemeinde Taiskirchen im Innkreis, PLZ 4752 und 4753 resp.
- Ecklham: Ortschaft (10603) der Gemeinde Pramet (2 Häuser, die Nachbarhäuser heißen schon Pramet), weitere Häuser (nG) ehem. Ortschaft Ecklham (nG) (nO') (10666, heute Aigen) der Gemeinde Schildorn, PLZ 4925 und 4920 resp. – Ortslage beiderseits des Bachs, Gemeindetrennung 1884, Adressreform 2008
- Ellerbach: Rotte ist Ortschaft (10697) der Gemeinde Taiskirchen im Innkreis, Einöde (nG) ist Ortschaft Ellerbach bei Taiskirchen im Innkreis[8] (10447) der Gemeinde Lambrechten, PLZ 4753 Taiskirchen
- Erdmannsdorf: Weiler in der Ortschaft Furt (10295) der Gemeinde Andrichsfurt, Ortsteil (Rotte) (nG) ist Ortschaft (Adresse) Furt (10591) der Gemeinde Peterskirchen, PLZ 4754 Andrichsfurt
- Eschlried: Dorf ist Ortschaft (10723) der Gemeinde Tumeltsham, Einzellage Baumgarten ist Ortschaft Eschlried (nG) (10590) der Gemeinde Peterskirchen, PLZ 4910 Ried i.I. und 4943 Peterskirchen resp.
- Furt: Rotte ist Ortschaft (10295) der Gemeinde Andrichsfurt, Rotte Erdmannsdorf auch Ortschaft Furt (10591) der Gemeinde Peterskirchen, PLZ 4754 Andrichsfurt
- Gstöcket: Einzellage (nG) Ortschaft (10364) der Gemeinde Geiersberg, Rotte ist Ortschaft (09326) der Gemeinde Pram (→Bez. Grieskirchen), PLZ 4922 Geiersberg
- Hofing: als eine Rotte Ortschaft (10317) der Gemeinde Aurolzmünster, Ortsteil (auch Rotte) (nG) Ortschaft (10659) der Gemeinde St. Martin im Innkreis, PLZ 4973 St. Martin
- Kammer: Zerstreute Häuser sind Ortsch. (10622) d. Gem. Reichersberg, weitere zerstreute Häuser (nG) Ortsch. (10567) d. Gem. Ort im Innkreis, PLZ 4974 Ort i.I.
- Knirzing: Rotte ist Ortschaft (10611) von Pramet, einige Häuser (Prüglau) (nG) waren ehemals Ortschaft Knirzing (10668) von Schilddorn, heute Ortschaft Au (selbe Okz.); PLZ 4925 Pramet – Ortslage beiderseits des Bachs, Gemeindetrennung 1884, Adressreform 2008
- Kronawitten: Rotte ist Ortschaft (10669) der Gemeinde Schildorn, Einzellage (nG) auch Ortschaft (10612) der Gemeinde Pramet, PLZ 4920 und 4925 resp. – Ortslage beiderseits des Bachs, Gemeindetrennung 1884
- Moosedt: Weiler ist Ortschaft (10725) der Gemeinde Tumeltsham, Ortsteil (Rotte) (nG) ist Ortschaft (10299) der Gemeinde Andrichsfurt, PLZ 4754 Andrichsfurt
- Neulendt: Zerstreute Häuser sind Ortsch. (10525) d. Gem. Mettmach, Einzellage (nG) auch Ortsch. (10473) d. Gem. Lohnsburg am Kobernaußerwald, PLZ 4931 und 4923 resp.
- Oberaichet: Zerstreute Häuser sind Ortsch. (10383) d. Gem. Geinberg, weitere zerstreute Häuser (nG) Ortsch. (10640) d. Gem. St. Georgen bei Obernberg am Inn, PLZ 4943 Geinberg (und 4951 Polling i.I. in Geinberg)
- Probenzing: Zerstreute Häuser sind Ortsch. (10493) d. Gem. Mehrnbach, weitere zerstreute Häuser (nG) Ortsch. (10358) d. Gem. Eitzing, PLZ 4941 und 4970 resp.
- Sindhöring: Rotte ist Ortschaft (10664) der Gemeinde St. Martin im Innkreis, zerstreute Häuser (nG) auch Ortschaft (10628) der Gemeinde Reichersberg, PLZ 4973 St. Martin
- Sittling: Weiler ist Ortschaft (10714) der Gemeinde Taiskirchen im Innkreis, Rotte auch Ortschaft (10458) der Gemeinde Lambrechten, PLZ 4753 Taiskirchen im Innkreis
- Stelzham: Rotte ist Ortschaft (10747) der Gemeinde Utzenaich, Einzellage (nG) Ortschaft (10304) der Gemeinde Andrichsfurt, PLZ 4972 Utzenaich
- Stöcklgras: heute Ortslage (nG) der Stadt Ried im Innkreis, Katastralgemeinde (KGNr. 46157) in Gem. Tumeltsham
- Stött: Zerstreute Häuser sind Ortsch. (10571) d. Gem. Ort im Innkreis, weitere zerstreute Häuser (nG) Ortsch. (10459) d. Gem. Lambrechten, PLZ 4974 Ort i.I. – Eingemeindung
- Untermauer: Zerstreute Häuser sind Ortschaft (10600) der Gemeinde Peterskirchen, dort KatastralGem. Untermauer II (KGNr. 46162), KG Untermauer I (46161, ohne gleichnamigem Ort) gehört zur Gemeinde Hohenzell
- Walchshausen: Dorf ist Ortschaft (10731) der Gemeinde Tumeltsham, zerstreute Häuser (nG) auch Ortschaft (10305) der Gemeinde Andrichsfurt, PLZ 4910 Ried i.I. und 4754 Andrichsfurt resp.
- Weißenbrunn: Zerstreute Häuser sind Ortsch. (10784) d. Gem. Waldzell, Einzellage Unterburgstall (Burgstall) (nG) ist Ortsch. Weissenbrunn (10676) d. Gem. Schildorn, PLZ 4924 und 4920 resp. – Pfarrtrennung 1784

### Bezirk Rohrbach
- Altenschlag: Rotte ist Ortschaft (Okz. 10913) von Helfenberg, zerstreute Häuser (nG) sind die Ortschaft (12335) von Vorderweißenbach, →Bez. Urfahr-Umgebung; PLZ 4184 Helfenberg – Ortslage vor Ziehung der Gemeindegrenzen
- Auhäuser: Unbewohnte Ortslage (Ggr) von St. Peter am Wimberg, zerstreute Häuser sind Ortschaft (10914) von Helfenberg, die Rotte Kitzmühle bildet die Ortschaft Auhäuser (11188) (nG) von St. Johann am Wimberg; PLZ 4184 Helfenberg – Gemeindegrenze im Bach, in St. Peter historisch
- Baumgartsau: (nG)[9] Zerstreute Häuser sind Ortschaft (11043) von Niederwaldkirchen und Ortschaft (11248) von Sankt Ulrich im Mühlkreis; PLZ 4174 Niederwaldkirchen resp. 4116 St. Ulrich im Mühlkreis – alte Streulagen
- Erdmannsdorf: Zerstreute Häuser sind Ortschaft (11198) von Sankt Martin im Mühlkreis, weitere Häuser gehören als Rotte (nG) und Ortschaft (11045) zu Niederwaldkirchen; PLZ 4113 St. Martin im Mühlkreis – Streulagen vor Ziehung der Gemeindegrenzen
- Helfenberg: Dorf ist Hauptort, Ortschaft (10916) und Katastralgemeinde von Helfenberg, die Adressen Piberberg (nG) bilden als Rotte die Ortschaft Helfenberg (10815) in der KG Ahorn; PLZ 4184 Helfenberg – jüngere Neusiedlung am Ortsrand, bis 2018 zwischen Helfenberg und der Gemeinde Afiesl geteilt
- Grubberg, Ortschaft der Gemeinden Neustift im Mühlkreis (als Zerstreute Häuser mit 20 Einwohnern) und Oberkappel (als Rotte mit 9 Einwohnern)
- Kleintraberg: Zerstreute Häuser (nG) bilden die Ortschaft (10816) von Helfenberg, eine Rotte ist Ortschaft (12252) von Oberneukirchen, →Bez. Urfahr-Umgebung; PLZ 4183 Traberg – alte Ortslage[10]
- Königsdorf: Die Einzellage Speiselmühle ist eigene Ortschaft Königsdorf (11257) (nG) von Sankt Veit im Mühlkreis, die Rotte gehört als Ortschaft (12253) zu Oberneukirchen, →Bez. Urfahr-Umgebung; PLZ 4173 St. Veit im Mühlkreis resp. 4182 Waxenberg – abseitige Gemeinderandlage
- Langhalsen: Häusergruppe bildet eine Ortschaft (10838) von Altenfelden, dort auch die Katastralgemeinde (KGNr. 47211), zerstreute Häuser (nG) gehören als Ortschaft (11021) zu Neufelden; PLZ 4184 Helfenberg – Ortslage um das ehem. Schloss Langhalsen nahe Neufelden, 1951 im Stausee ersoffen
- Mitternschlag: Eine Rotte ist Ortschaft (10871) von Atzesberg, ein Haus (nG) (als Rotte klassiert) ist Ortschaft (10871) von Oberkappel; der Ort hieß früher Kickingerödt, 3 weitere Häuser bilden als Weiler die Ortschaft dieses Namens (11274) in Sarleinsbach; PLZ 4152 Sarleinsbach – alte Streulagen[11]
- Mühlholz: Rotte ist Ortschaft (11310) von Schönegg, ein Haus (nG) (als Wochenendhaus geführt) gehört als eigene Ortschaft (10917) zu Helfenberg; PLZ 4184 Helfenberg – Gemeinderandlage
- Niederranna: Das Dorf ist Ortschaft (10945) von Hofkirchen im Mühlkreis, zerstreute Häuser (nG) (heute unbewohnt) gehören als Ortschaft (11121) zu Pfarrkirchen im Mühlkreis; PLZ 4085 Wesenufer – abseitige Ortslagen den Donauorts im Ranna-Tal
- Neuschlag: Rotte ist Ortschaft (10810) von St. Stefan-Afiesl, weitere Häuser gehören als Rotte (nG) und Ortschaft (10919) zu Helfenberg; PLZ 4184 Helfenberg – Ortslage vor Ziehung der Gemeindegrenzen, ehemaliger Gemeindehauptort der Gemeinde Afiesl 1851–2018
- Oberafiesl: Rotte ist Ortschaft (10811) von Helfenberg, weitere Häuser gehören als Rotte (nG) und Ortschaft (11239) zu St. Stefan-Afiesl; PLZ 4170 Haslach an der Mühl – Ortslage vor Ziehung der Gemeindegrenzen
- Oberbrunnwald: Zerstreute Häuser (nG) sind Ortschaft (10818) in der Gemeinde Helfenberg, der Großteil des Orts bildet die Ortschaften von Oberneukirchen (dort Okz. 12255) und Vorderweißenbach (12345), beide →Bez. Urfahr-Umgebung; alle PLZ 4183 Traberg – alte Ortslage am Brunnwald vor Ziehung der Gemeindegrenzen;[12] bis 2018 zwischen Oberneukirchen und der Gemeinde Ahorn geteilt
- Obertraberg: Rotte ist Ortschaft (10819) von Helfenberg, eine Einzellage (Karl) ist Ortschaft (nG) (12257) von Oberneukirchen, →Bez. Urfahr-Umgebung; PLZ 4183 Traberg – Passlage; bis 2018 zwischen Oberneukirchen und der Gemeinde Ahorn geteilt
- Penning: Zerstreute Häuser sind Ortschaft (10818) von Sankt Johann am Wimberg und (nG) von Helfenberg; PLZ 4182 Waxenberg; PLZ 4172 St. Johann am Wimberg resp. 4184 Helfenberg – Streulagen vor Ziehung der Gemeindegrenzen; bis 2018 zwischen Sankt Johann und der Gemeinde Ahorn geteilt
- Schallenberg: Rotte ist Ortschaft (10822) (nG) von Helfenberg, weitere zerstreute Häuser (Ggr) sind eine Ortschaft (Okz. 12262) von Oberneukirchen, →Bez. Urfahr-Umgebung; PLZ 4182 Waxenberg – Ortslage vor Ziehung der Gemeindegrenzen; bis 2018 zwischen Oberneukirchen und der Gemeinde Ahorn geteilt
- Schindlberg: Zerstreute Häuser sind Ortschaft (Okz. 11048) von Niederwaldkirchen und Ortschaft (11248) von Sankt Veit im Mühlkreis; PLZ 4174 Niederwaldkirchen – alte Streulagen
- Thurnerschlag: Rotte in der KG Helfenberg von Helfenberg, zweite Rotte (nG), zusammen Ortschaft (Okz. 10823) in der KG Ahorn; PLZ 4184 Helfenberg – Ortslage vor Ziehung der Gemeindegrenzen; bis 2018 zwischen Helfenberg und der Gemeinde Ahorn geteilt, dann eingemeindet; Okz. 10823 war früher der Ahorner Teil, die Helfenberger Okz. 10922 wurde aufgelassen
- Traberg: (nG) Postleitzahl 4183 in den Gemeinden Helfenberg, sowie in Oberneukirchen und Vorderweißenbach, beide →Bez. Urfahr-Umgebung – alte Ortslage und Pfarre vor Ziehung der Gemeindegrenzen; bis 2018 Helfenberger Teil bei der Gemeinde Ahorn
- Unterurasch: Zerstreute Häuser sind Ortschaft (11016) von Lichtenau im Mühlkreis; Oberurasch ist die heute unbewohnte Ortslage [Horní] Ureš (Oberuresch) von Přední Výtoň, Okres Český Krumlov, Jihočeský kraj, Tschechien – Grenzziehung 1918/19

### Stadt Steyr
Bezirk Steyr (Stadt)
- Gründberg: (bG)[13] Stadtteil, auch statistischer Bezirk Gründbergsiedlung, weitere Ortslagen sind Katastralgemeinde von Sierning, →Bezirk Steyr-Land; PLZ 4400 (Steyr) resp. 4522 (Sierning), 4523 (Neuzeug) – Gründbergsiedlung 1938 als VIII. Bezirk Gründberg eingemeindet, dieser bis 1992
- Winkling:[7] Rotte Maria im Winkl im statistischen Bezirk Winkling/Hausleiten, weitere Häuser sind Ortschaft von Dietach, →Bezirk Steyr-Land und Kronstorf, →Bezirk Linz-Land; PLZ hier 4407 (Dietach) – zwischen Pfarren Dietach und Kronstorf von alters her geteilt, ehem. Gemeinde Gleink 1938 auf Steyr und Wolfern aufgeteilt, Gem. Dietach seit 1945
- Sarning: Häuser (nG) um die Sarninggasse, auch Katastralgemeinde (49228), Stadtteil Pyrach, Rotte ist Ortschaft von Garsten, →Bezirk Steyr-Land; PLZ 4400 (Steyr) resp. 4451 (Garsten) – 1938 gutteils eingemeindet, bildet dort weitgehend den Stadtteil Pyrach (ehem. VI. Bezirk)

### Bezirk Steyr-Land
- Dandlgraben: (nG) (nO) Ortslage (Adressen) von Losenstein, ein Haus (Gspörr) auch in Laussa (jeweils nur eine Ortschaft); PLZ 4460 Losenstein – Gemeindegrenze quert das Tal
- Droißendorf: Dorf, Ortschaft (OKz. 11970) und Katastralgemeinde Droissendorf (KGNr. 49204) in der Gemeinde Schiedlberg, weitere Katastralgemeinde Droissendorf (45506) in der Gemeinde St. Marien, →Bezirk Linz-Land – Teile 1805 zur neuen Ortschaft Schiedlberg der Pfarre Thanstetten, schon in den 1830ern zwei Steuergemeinden
- Gründberg: (bG)[13] Gemeindeteil und Katastralgemeinde (49208) von Sierning, Teile sind Stadtteil (auch Gründbergsiedlung genannt) der →Stadt Steyr; PLZ 4522 Sierning, 4523 Neuzeug resp. 4400 Steyr – 1938 teilweise nach Steyr eingemeindet, ehem. Ortschaft (11972) von Sierning (bis 2010)
- Haid: Ortschaftsbestandteil (Adressen) (nO) der Ortschaft Hehenberg, Gemeinde Bad Hall, der Weiler (nG)[5] ist Teil der gleichnamigen Ortschaft Hehenberg von Kremsmünster, →Bez. Kirchdorf; PLZ 4540 Bad Hall – 1874? teilweise zur Gemeinde Kremsmünster-Land
- Hehenberg: Zerstreute Häuser sind Ortschaft (09680) von Bad Hall, dort auch die Katastralgemeinde (09680), weitere zerstreute Häuser (nG) (mit Weiler Haid)[5] sind Ortschaft (09680) von Kremsmünster, →Bez. Kirchdorf; PLZ 4540 Bad Hall – umfangreiche Streusiedlung, 1874? teilweise zur Gemeinde Kremsmünster-Land
- Hilbern: (Ggr) Dorf und Ortschaft (11972) von Schiedlberg, zerstreute Häuser  in der Ortschaft Sierning von Sierning, dort auch die Katastralgemeinde des Namens (49209); PLZ 4521 Schiedlberg resp. 4522 Sierning (vereinzelt auch Anderes) – Name des Schiedlberger Dorfs ursprünglich Thannstetten (dieses 1805 getrennt), Hilbern im Laufe des 20. Jahrhunderts übertragen; auch ehem. Ortschaft (11977) von Sierning (bis 2010)
- Kleinraming: Rotte ist Ortschaft (11966) und Katastralgemeinde (49234) von St. Ulrich bei Steyr, weitere Rotte in der Ortschaft Kürnberg der Gemeinde St. Peter in der Au, Raming liegt in der Ortschaft Penz von Behamberg, letztere alle →Bez. Amstetten, Niederösterreich – beiderseits des Ramingbachs, vergl. Ramingtalstraße[14]
- Laussabach: (bG) (Ggr) Rotte jeweils in der Gemeinde Losenstein und Laussa (jew. nur eine Ortschaft); PLZ 4460 Losenstein (in beiden Gemeinden) und 4461 Laussa – Gemeindegrenze quert das Tal
- Mitteregg: zerstreute Häuser sind Ortschaft (11891) (Ggr)[6] und Katastralgemeinde (KGNr. 49220) der Gemeinde Aschach an der Steyr, weitere zerstreute Häuser (Ggr) (nG)[6] in der Ortschaft Ternberg, Gemeinde Ternberg, sowie auch Ortsteil (Ggr) (nG) in der Ortschaft Zehetner der Gemeinde Steinbach an der Steyr, letztere beide →Bez. Kirchdorf; PLZ 4594 Grünburg – umfangreiche Streubesiedelung
- Neustiftgraben: Zerstreute Häuser sind Ortschaft (11934) und Katastralgemeinde (KGNr. 49316) von Großraming, Ortslage (nG) auch in Maria Neustift (dort verteilt auf die Katastralgemeinden Buchschachen und Platten), PLZ 4463 Großraming resp. 4443 Maria Neustift – Talzug des Neustiftbachs; in Maria Neustift ehem. verteilt auf die Ortschaften Buchschachen, Neustift und Hofberg
- Oberdambach: (bG) Rotte in der Gemeinde Laussa, zerstreute Häuser sind Ortschaft von Garsten (11918), PLZ 4461 Laussa resp. 4451 Garsten – Tal des Namens in Laussa, sonst Streulagen auch oberhalb des Garstener Dambachs
- Oberlaussa: zerstreute Häuser (nG) sind Ortschaft (12014) der Gemeinden Weyer und Ortschaft (15894) der Gemeinde Weißenbach an der Enns, →Bezirk Liezen, Steiermark; PLZ 8934 Altenmarkt bei St. Gallen (ebenfalls Liezen, also steirisch) – Landesgrenze im Talgrund
- Pechgraben: Zerstreute Häuser sind Ortschaft (11936) von Großraming, weitere zerstreute Häuser gehören zu Laussa (nur diese Ortschaft); PLZ 4463 Großraming resp. 4461 Laussa – Gemeindegrenze quert das Tal
- Ramingtalstraße: Adressen (nG) von Kleinraming, Gemeinde St. Ulrich bei Steyr, selbe Adresse auch in der Gemeinde Behamberg und auch Ramingtal in der Gemeinde St. Peter in der Au, letztere beide →Bez. Amstetten, Niederösterreich – [Klein-]Ramingtal, langes Grenztal zwischen den beiden Bundesländern, vergl. Kleinraming/Raming
- Schiedlberg: Dorf mit Schiedlberg-Zerstreute Häuser, auch Ortschaft (11974), weitere Häuser Schiedlberg[-West] als Rotte in der Ortschaft Thanstetten, beide Gemeinde Schiedlberg – Ortswachstum (Gemeindename bis 1947: Thanstetten)
- Sonnberg: (bG) Zerstreute Häuser sind Ortschaft (11926) von Garsten, weitere zerstreute Häuser gehören zu Laussa (nur diese Ortschaft); PLZ 4451 Garsten resp. 4461 Laussa – Streulagen am gleichnamigen Berg
- Unterlaussa: (bG) Zerstreute Häuser sind Ortschaft (12017) der Gemeinde Weyer und Ortschaft (15895) der Gemeinde Weißenbach an der Enns, →Bezirk Liezen, Steiermark; PLZ 8934 Altenmarkt bei St. Gallen (ebenfalls steirisch) – Landesgrenze im Talgrund
- Winkling:[7] Ortschaft (11902) von Dietach, auch Ortschaft von Kronstorf, →Bezirk Linz-Land (bG) und Ortslage (nG) (Maria im Winkl) der →Stadt Steyr; PLZ 4407 (Dietach, auch in Steyr) resp. 4484 (Kronstorf) – zwischen Pfarren Dietach und Kronstorf von alters her geteilt, ehem. Gemeinde Gleink 1938 auf Steyr und Wolfern aufgeteilt, Gem. Dietach seit 1945

### Bezirk Urfahr-Umgebung
- Altenschlag: Zerstreute Häuser (nG) sind Ortschaft (Okz. 12335) von Vorderweißenbach, die Rotte ist als Ortschaft (10913) in Helfenberg, →Bez. Rohrbach; PLZ 4184 Helfenberg – Ortslage vor Ziehung der Gemeindegrenzen
- Grasbach: Ortschaft (12306) von St. Gotthard im Mühlkreis, zwei Gebäude (nG) (als zerstreute Häuser klassiert) sind Ortschaft (12217) von Herzogsdorf – Einzellagen am Gemeinderand
- Kleintraberg: Rotte ist Ortschaft (12252) von Oberneukirchen, zerstreute Häuser (nG) bilden Ortschaft (10816) von Helfenberg, →Bez. Rohrbach; PLZ 4183 Traberg – alte Ortslage[10]
- Königsdorf: Rotte ist Ortschaft (12253) von Oberneukirchen, Bezirk Urfahr-Umgebung, Einzellage (Speiselmühle) gehört als eigene Ortschaft (11257) (nG) zu Sankt Veit im Mühlkreis, →Bez. Rohrbach; PLZ 4182 Waxenberg resp. 4173 St. Veit im Mühlkreis – abseitige Gemeinderandlage
- Lobenstein: Zerstreute Häuser sind Ortschaft (12254) von Oberneukirchen und Ortschaft (12365) von Zwettl an der Rodl; PLZ 4181 Oberneukirchen – alte Ortslage um Burg Lobenstein
- Mühlholz: Zerstreute Häuser sind Ortschaft (12223) von St. Gotthard im Mühlkreis und Ortschaft (12309) (nG) von Herzogsdorf; PLZ 4112 Rottenegg resp. 4175 Herzogsdorf – Streulagen
- Oberbrunnwald: Zerstreute Häuser sind Ortschaft (12255) von Oberneukirchen (dort Adressen Strassberg und Waldstraße), etliche Häuser (Rotte) (nG) bilden die Ortschaft (12345) von Vorderweißenbach, weitere zerstreute Häuser (nG) sind Ortschaft (10818) in der Gemeinde Helfenberg, →Bez. Rohrbach (letztere jew. Adr. Oberbrunnwald); alle PLZ 4183 Traberg – alte Ortslage am Brunnwald vor Ziehung der Gemeindegrenzen;[12] bis 2018 Helfenberger Teil bei der Gemeinde Ahorn
- Obertraberg: Die Einzellage Karl ist die Ortschaft (nG) Obertraberg (12257) von Oberneukirchen, die Rotte ist Ortschaft (10819) von Helfenberg, →Bez. Rohrbach; PLZ 4183 Traberg – Passlage; bis 2018 zwischen Oberneukirchen und der Gemeinde Ahorn geteilt
- Rottenegg: Dorf ist Ortschaft (12311) von St. Gotthard im Mühlkreis, weitere Rotte (nG) ist Ortschaft (12359) von Walding; PLZ 4112 Rottenegg (Rottenegg-St. Gotthard) resp. 4111 Walding – Gemeindegrenze im Bach
- Schallenberg: (Ggr) Zerstreute Häuser sind Ortschaft (12262) (nG) von Oberneukirchen, eine Rotte bildet die Ortschaft (10822) von Helfenberg, →Bez. Rohrbach; PLZ 4182 Waxenberg – Ortslage vor Ziehung der Gemeindegrenzen; bis 2018 zwischen Oberneukirchen und der Gemeinde Ahorn geteilt
- Traberg: (nG) Postleitzahl 4183 in den Gemeinden Oberneukirchen, Vorderweißenbach wie auch Helfenberg, →Bez. Rohrbach – alte Ortslage und Pfarre vor Ziehung der Gemeindegrenzen; bis 2018 Helfenberger Teil bei der Gemeinde Ahorn[10]
- Unterbrunnwald: Rotte ist Ortschaft (12348) von Vorderweißenbach, eine Einzellage (nG) als Ortschaft (12264) in Oberneukirchen; PLZ 4183 Traberg – alte Ortslage am Brunnwald[12]
- Wildberg: Rotte ist Ortschaft (12240) von Kirchschlag bei Linz, ein Haus (nG) ist Ortschaft (12080) von Altenberg bei Linz – Häuser der Burg Wildberg, Gemeindegrenze am Bach

### Bezirk Vöcklabruck
- Angern: Zerstreute Häuser (nG) sind Teil der Ortschaft Giga, Gemeinde Weißenkirchen im Attergau, die Rotte gehört zur Ortschaft Jagdhub, Gemeinde Straßwalchen, →Bez. Salzburg-Umgebung, Sbg; PLZ 5204 Straßwalchen – Ortslage beiderseits des Flusses, Bereinigung der Landesgrenzen 1823
- Altwartenburg: (Ggr) Rotte ist Ortschaft (Okz. 13003) des Markts Timelkam, weitere Rotte ist Ortschaft (13060) der Stadt Vöcklabruck, beide Bezirk Vöcklabruck, Oberösterreich; PLZ 4850 Vöcklabruck – ehemalige Herrschaft und Steuergemeinde Wartenburg, Burg, Schloss Alt-Wartenburg und Schloss Neu-Wartenburg liegen im Gemeindegebiet Timelkam, dort auch Katastralgemeinde Wartenburg Knr. 50327
- Brandstatt: Zerstreute Häuser sind Ortschaft (12825) von Weißenkirchen im Attergau, ein Teil des Betriebsgebietes (nG) liegt im Gemeindegebiet von Frankenmarkt; PLZ alle 4890 Frankenmarkt – Betriebserweiterung des Sägewerks
- Gschwend: (nG) Ortslage der Ortschaften Reittern, Gemeinde Weißenkirchen im Attergau, und Hüttenendt, Gemeinde Straßwalchen, →Bez. Salzburg-Umgebung, Sbg; PLZ 5204 Straßwalchen – Bereinigung der Landesgrenzen 1823
- Haslau: Rotte und Ortschaft (17401 ) von Zell am Moos, ein Gebäude des zu Haslau gehörigen Sagmühle ist als Einzellage (nG) eine Ortschaft (17534) von Oberhofen am Irrsee; PLZ 4893 Zell am Moos – Betriebsgelände des Sägewerks
- Hueb: Rotte (nG) ist Ortschaft (13140) von Wolfsegg am Hausruck, Weiler liegt in Ortschaft Mühlbach der Gemeinde Gaspoltshofen, →Bez. Grieskirchen; PLZ 4902 Wolfsegg
- Neuwartenburg: (nG) Schlossanlage (als Weiler klassiert) ist Ortschaft (13014) des Markts Timelkam, weitere Gebäude (als Einzellage) sind Ortschaft (13067) der Stadt Vöcklabruck, beide Bezirk Vöcklabruck, Oberösterreich,; PLZ 4850 Vöcklabruck – ehemalige Herrschaft und Steuergemeinde Wartenburg, Burg, Schloss Alt-Wartenburg und Schloss Neu-Wartenburg liegen im Gemeindegebiet Timelkam, dort auch Katastralgemeinde Wartenburg 50327
- Oberthalheim: Dorf ist Ortschaft (13018) von Timelkam, Siedlung (nG) ist Ortschaft (13069) der Stadt Vöcklabruck; PLZ 4850 Vöcklabruck – Wachstum der Stadt
- Redltal: Rotte ist Ortschaft (12842) von Redleiten, weitere Rotte (nG) Ortschaft (12544) von Frankenburg am Hausruck; PLZ 4873 Frankenburg am Hausruck – Gemeindegrenze in einer Gegend
- Schwaigern: Dorf ist Ortschaft (13110) von Pöndorf, zerstreute Häuser (nG) sind Ortschaft (13110) von Weißenkirchen im Attergau; PLZ 4891 Pöndorf respektive in Weißenkirchen 4890 Frankenmarkt, Adressen Vöcklatal – alte Gerichtsgrenze Frankenburg/Kogl

### Stadt Wels
Bezirk Wels (Stadt)
- Schafwiesen: (bG) Stadtteil und Ortschaft (Okz. 07104), eine weitere Rotte ist Ortschaft von Marchtrenk, Bezirk Wels-Land; PLZ 4600 Wels (Schafwiesenstraße) resp. 4614 Marchtrenk – alter Flurname in der Traunau

### Bezirk Wels-Land
- Au: Rotte ist Ortschaft (Okz. 13350) der Gemeinde Krenglbach, Einzellage (nG) Ortschaft (13466) von Pichl bei Wels; PLZ 4631 Krenglbach (bzw. Pichl bei Wels) – Gemeindegrenze Straße
- Dietach: Zerstreute Häuser sind Ortschaft (09675) von Schleißheim, eine Rotte (nG) gehört zur Ortschaft Bergern von Weißkirchen an der Traun; PLZ 4600 Schleißheim resp. 4616 Weißkirchen an der Traun
- Dirnberg: ((bG)) Weiler ist Ortschaft (13517) von Sattledt, zerstreute Häuser sind Ortschaft (09675) von Kremsmünster, →Bez. Kirchdorf a.d.K.; PLZ 4642 Sattledt resp. 4550 Kremsmünster – 1851–1874 Gem. Sattlödt, dann zu Kremsmünster (Land/Markt), 1939 teilweise zur neuen Gem. Sattledt
- Eden: Rotte ist Ortschaft (13545) in der KG Almegg, weitere Rotte (nG) gehört zur Ortsch. u. KG Schnelling, beide Steinerkirchen an der Traun; PLZ 4652 – Ortswachstum über Katastralgrenze
- Giering: Zerstreute Häuser[15] sind Ortschaft (13518) von Sattledt, weitere zerstreute Häuser (nG) sind Ortschaft (13518) von Sipbachzell; PLZ 4642 Sattledt resp. 4621 Sipbachzell – Streulagen am Hügel, 1939 teilweise zur neuen Gem. Sattledt
- Grassing/Graßing: Ortschaft Graßing (nG) (09810) und Katastralgemeinde Grassing (KNr. 51207) von Weißkirchen an der Traun, dort auch die Orte Ober-, Mitter- und Untergraßing, die Rotte Grassing ist Ortschaft (09810, Adressen Obergrassing) von Eggendorf im Traunkreis, →Bezirk Linz-Land; PLZ 4616 Weißkirchen an der Traun resp. 4600 Eggendorf im Traunkreis – Aufteilung 1894
- Heiligenkreuz: Eine Rotte (nG) ist Ortschaft (13519) von Sattledt, der Gutteil sind als zerstreute Häuser eine Ortschaft (09681) sowie ein Ortsteil (nG) der Ortschaft Mairdorf von Kremsmünster, →Bez. Kirchdorf a.d.K.; PLZ 4642 Sattledt resp. 4550 Kremsmünster – 1851–1874 Gem. Sattlödt, dann zu Kremsmünster (Land/Markt), 1939 teilweise zur neuen Gem. Sattledt
- Hungerberg: Rotte (Ggr) ist Ortschaft (13358) von Krenglbach, eine weitere Rotte (nG) Ortschaft (09605) von Wallern an der Trattnach, →Bez. Grieskirchen; PLZ 4702 Wallern an der Trattnach (resp. Krenglbach) – Hügellage, hier Gemeindegrenze
- In der Au: Rotte jeweils in den Ortschaften Atzing und Reuharting, beide Steinerkirchen an der Traun; PLZ 4652 – Streulagen am Fluss
- Krottendorf: Weiler ist Ortschaft (13484) von Pichl bei Wels, Einzellage (nG) auch Ortsch. (09124) von Kematen am Innbach, →Bezirk Grieskirchen; PLZ 4714 Meggenhofen resp. 4633 Kematen am Innbach – Gemeinderandlage
- Müllerberg: Rotte (Ggr) ist Ortschaft (13489) von Pichl bei Wels, weitere Rotte (Am) Müllerberg (Ggr) in der Ortschaft Gebersdorf von Bad Schallerbach, sowie eine Einzellage (nG) als Ortschaft (09608) von Wallern an der Trattnach, letztere beide →Bez. Grieskirchen; PLZ 4701 Bad Schallerbach (auch Pichl bei Wels resp. Wallern an der Trattnach) – Hügellage, hier Gemeindegrenze
- Oberaustall, Rotte ist Ortschaft (13521) von Sattledt, Einzellage (nG) ist Ortschaft (13552) von Steinerkirchen an der Traun, dort auch die Katastralgemeinde (KNr. 51122) des Namens; PLZ 4652 Steinerkirchen an der Traun – Gemeinderandlage
- Oberhart: Zerstreute Häuser sind Ortschaft (13563) von Steinhaus, weitere zerstreute Häuser (nG) sind Ortschaft (13522) von Sattledt; PLZ 4641 Steinhaus resp. 4642 Sattledt – Streulagen am Hügel, 1939 teilweise zur neuen Gem. Sattledt
- Pochendorf: Zerstreute Häuser (nG) sind Ortschaft (13523) von Sattledt, der Gutteil ist als Rotte Ortschaft (09690) von Kremsmünster, →Bez. Kirchdorf a.d.K.; PLZ 4642 Sattledt resp. 4550 Kremsmünster – 1851–1874 Gem. Sattlödt, dann zu Kremsmünster (Land/Markt), 1939 teilweise zur neuen Gem. Sattledt
- Puchet: Weiler ist Ortschaft (13498) von Pichl bei Wels, zerstreute Häuser Buchet (nG) sind Ortschaft (08826) von Schlüßlberg, →Bez. Grieskirchen; PLZ 4632 Pichl bei Wels (bzw. für Buchet 4632 u. 4707 Schlüßlberg) – Hügellage, hier Gemeindegrenze
- Rappersdorf: Zerstreute Häuser sind Ortschaft (13552) von Sipbachzell, ein Weiler ist Ortschaft (13524) von Sattledt; PLZ 4621 Sipbachzell resp. 4642 Sattledt – Streulagen am Hügel, 1939 teilweise zur neuen Gem. Sattledt
- Sattledt: Marktort ist Ortschaft (13525) der gleichnamigen Gemeinde, dort Katastralgemeinde Sattledt I (KNr. 51228), die KG Sattledt II (51021) gehört zu Kremsmünster, →Bez. Kirchdorf a.d.K. – 1851–1874 Gem. Sattlödt, dann zu Kremsmünster (Land/Markt), 1939 teilweise zur neuen Gem. Sattledt
- Schafwiesen: (bG) Rotte ist Ortschaft (Okz. 13382) von Marchtrenk, weitere Häuser sind Stadtteil und Ortschaft der Stadt Wels – alter Flurname in der Traunau; PLZ 4614 Marchtrenk resp. 4600 Wels
- Schauersberg: Dorf ist Ortschaft (13572), weitere zerstreute Häuser sind Ortsch. Unterschauersberg (13572) von Thalheim bei Wels, zerstreute Häuser Oberschauersberg sind Ortschaft (13564) von Steinhaus, dort auch die Katastralgemeinde Oberschauersberg (51220); PLZ 4600 Wels (Thalheim bei Wels) resp. 4641 Steinhaus – Neubesiedlung; Dorf 1851–1875 bei Gemeinde Aschet, zeitgleich Gem. Oberschauersberg, ab dann heutige Aufteilung
- Taxlberg: Zerstreute Häuser sind Ortschaft (13566) von Steinhaus, eine Einzellage (nG) ist Ortschaft (13561) von Steinerkirchen an der Traun; PLZ 4641 Steinhaus resp. 4652 Steinerkirchen an der Traun – Gemeinderandlage
- Traunleiten: Zerstreute Häuser sind Ortschaft (13567) von Steinhaus, einige ehemalige Ortslagen (nG) (heutige Traunleitenstraße) gehören zur Ortsch. Schauersberg von Thalheim bei Wels – Neubesiedlung seit 1851 Gem. Aschet, dann Thalheim
- Unterhart: (Ggr) Rotte ist Ortschaft (13526) von Sattledt, zerstreute Häuser sind Ortschaft (13568) von Steinhaus; einige historische Ortsbestandteile, heute als solche unbenannt, gehören zur Ortschaft Edtholz von Thalheim bei Wels; PLZ 4642 Sattledt resp. 4641 Steinhaus und 4600 Wels (Thalheim bei Wels) – Streulagen am Hügel, 1939 teilweise zur neuen Gem. Sattledt

## Salzburg

### StadtSalzburg
- Aigen, Stadtteil und Katastralgemeinde Aigen I (56501), andere Teile des ehem. Dorfs (nG) sind Katastralgemeinde Aigen II (56547) der Gemeinde Elsbethen im →Bezirk Salzburg-Umgebung, PLZ 5026 Salzburg-Aigen und 5061 Elsbethen-Glasenbach – Eingemeindung
- Bergheim II, (nG) Katastralgemeinde (56549), Teile der Stadtteile Itzling und Itzling Nord (Grabenbauersdlg., Ortsteile von Gaglham, Hagenau und Gewerbegebiet Bergheim), alle auch in der Gemeinde Bergheim im →Bezirk Salzburg-Umgebung, PLZ 5020 Salzburg (bzw. 5022 Itzling), 5101 Bergheim – Eingemeindung 1938
- Esch, Ortslage (nG) von Langwied Esch, Rest ist Ortschaft (nG) (13746) von Hallwang, →Bezirk Salzburg-Umgebung, PLZ 5020 Salzburg und 5300 Hallwang respektive – Eingemeindung 1938
- Gaisberg, Stadtteil, Zählsprengel und Katastralgemeinde Gaisberg I (56550), auch Katastralgemeinde Gaisberg II (nG) (56551) der Gemeinde Elsbethen, →Bezirk Salzburg-Umgebung, PLZ 5026 Salzburg-Aigen und 5061 Elsbethen-Glasenbach – Eingemeindung
- Glas, Teil des Stadtteils Aigen, hangseitige Häuser gehören zur Ortschaft Glasenbach der Gemeinde Elsbethen, →Bezirk Salzburg-Umgebung; PLZ 5026 Salzburg-Aigen, 5061 Salzburg bzw. 5061 Elsbethen-Glasenbach – Eingemeindung und Wachstum
- Hagenau, (Ggr), im Stadtteil Itzling Nord und Dorf in Bergheim, →Bezirk Salzburg-Umgebung; PLZ 5101 Bergheim – Eingemeindung 1938
- Hallwang II, Katastralgemeinde (nG) (56551, umfasst etwa die Stadtteile Langwied und Kasern), Hallwang (GKz. 50316, Katastralgemeinde Hallwang I) ist eigenständige Gemeinde im →Bezirk Salzburg-Umgebung, PLZ 5020 Salzburg und 5300 Hallwang respektive – Eingemeindung 1938
- Hellbrunn, landschaftlicher Stadtteil, auch Ortslage (nG) von Anif, →Bezirk Salzburg-Umgebung; PLZ 5020 Salzburg resp. 5081 Anif – Wachstum von Anif her
- Heuberg, Rotte und Katastralgemeinde Heuberg II (56552), zerstreute Häuser sind Ortschaft (13777) und Katastralgemeinde Heuberg I (56519) in der Gemeinde Koppl im →Bezirk Salzburg-Umgebung, PLZ 5020 Salzburg (bzw. 5023 Salzburg-Gnigl) resp. 5321 – Eingemeindung
- Himmelreich, (Ggr) Ortslage im Stadtteil Maxglan West, Dorf ist Ortschaft (13942) von Wals-Siezenheim im →Bezirk Salzburg-Umgebung; PLZ 5071 Wals (in Salzburg teils auch 5020 Salzburg) – Eingemeindung
- Kasern, Stadtteil, Teile (nG) gehören zum Ortsteil Radeck-Kasern von Bergheim, →Bezirk Salzburg-Umgebung; PLZ 5101 Bergheim – Eingemeindung 1938
- Liefering, ehem. Dorf ist Stadtteil, ehem. Ortsteile Katastralgemeinde Liefering II (nG) (56528) der Gemeinde Wals-Siezenheim im →Bezirk Salzburg-Umgebung; PLZ 5020 Salzburg (ehem. 5013 Liefering) bzw. 5072 Siezenheim – Eingemeindung
- Loig, Stadtgebiet in Maxglan West, Weiler (nG) von Wals-Siezenheim im →Bezirk Salzburg-Umgebung; PLZ 5071 Wals – Eingemeindung
- Rott, Teil des Stadtteils Liefering, Rotte (nG) auch Ortschaft (13945) von Wals-Siezenheim im →Bezirk Salzburg-Umgebung; PLZ 5071 Wals – Eingemeindung
- Siezenheim II, (nG) Katastralgemeinde (56554) ist Stadtteil Taxham mit Teilen von Maxglan, Dorf Siezenheim ist Ortschaft (13947) und KatastralgemeindeSiezenheim I (56542) der Gemeinde Wals-Siezenheim im →Bezirk Salzburg-Umgebung, PLZ 5020 Salzburg bzw. 5072 Siezenheim – Eingemeindung
- Wals II, (nG) Katastralgemeinde (56556) im Stadtteil Maxglan West, Dorf  Wals ist Hauptort, Ortschaft (13949) und KatastralgemeindeWals I (56546) der Gemeinde Wals-Siezenheim im →Bezirk Salzburg-Umgebung, PLZ 5071 Wals – Eingemeindung

### Bezirk Hallein
- Adnet: Dorf, Hauptort und Ortschaft (Okz. 13606) und Katastralgemeinde Adnet I (Knr. 56201) der gleichnamigen Gemeinde, Eingemeindungen sind Katastralgemeinde Adnet II (nG) (56232) der Stadt Hallein; PLZ 5421 und 5400 respektive – Eingemeindungen 1938
- Adneter Riedl → unter Riedl
- Gmerk: Rotte von Dürrnberg, Stadt Hallein, Ortslagen auch Teil von Oberau (Gemarkung Au) von Berchtesgaden, Landkreis Berchtesgadener Land, →Bayern, Deutschland; PLZ A-5400 Hallein resp. D-83471 Berchtesgaden/Oberau – historische Bergbaugrenze (Gemarkung)
- Golling: Hauptort der Gemeinde Golling, das Ortsgebiet (Ortstafeln) erstreckt sich nach Obergäu und auch in die Ortschaft Kellau von Kuchl – Ortswachstum
- Kratzerau: Weiler in der Ortschaft Kellau von Kuchl, ein Haus (abgekommen) gehörte früher zur Ortschaft Weißenbach – alte Flussverlagerung, womit ein Flurstück zum Katastralgebiet des anderen Ufers gehört
- Lungötz: Dorf, verteilt sich auf die Ortschaften und Katastralgemeinden Gappen und Neubach der Gemeinde Annaberg-Lungötz; PLZ 5523 Lungötz – Ort erst in den 1960ern entstanden
- Oberalm: Hauptort der Marktgemeinde und Ortschaft (13643), Katastralgemeinde Oberalm I (56215), Eingemeindungen sind Katastralgemeinde Oberalm II (nG) (56233) der Stadt Hallein, PLZ 5411 und 5400 respektive – Eingemeindungen 1938
- Riedl: zerstreute Häuser sind Ortschaft (13607) von Adnet, weitere Ortslagen sind Ortschaft (13659) von Bad Vigaun, Siedlung Adneter Riedl als Ortschaft (13630, KG Adnet II) der Stadt Hallein eingemeindet; PLZ 5400 Hallein respektive 5424 Bad Vigaun – teils orographische Grenze, Eingemeindungen nach Hallein 1938
- Purtschellerhaus: Gebäude steht auf der Grenze der Gemeinden Kuchl und Berchtesgaden, Landkreis Berchtesgadener Land, →Bayern, Deutschland; PLZ D-83471 Berchtesgaden – alpine Gratlage
- Seefeldmühle: Ortsteil (als Sägewerk geführt) von Adnet, und Ortslage (nG) (nO) (Seefeldmühlstraße) von Oberalm, PLZ 5400 Adnet (in beiden Gemeinden) und 5411 Oberalm – ortsübliche Bezeichnung einer wachsenden Lage links und rechts des Bachs
- Speckleiten: Siedlung der Gemeinde Kuchl, in den Ortschaften Garnei und Jadorf – Ortswachstum (Autobahnanschlussstelle)
- Steinmaßl: Siedlung verteilt sich auf die Ortschaften Adnet und Wimberg der Gemeinde Adnet
- Tauglmaut: Ortslage der Ortschaften Garnei von Kuchl und Vigaun von Bad Vigaun; PLZ 5431 Kuchl und 5424 Bad Vigaun respektive – Lage am Bachübergang der Taugl, historische Mautbrücke (bachabwärts der Römerbrücke)
- Voglau: Dorf in der Ortschaft Pichl von Abtenau, eine Rotte auch Ortsch. Waldhof, Abtenau – andere Bachseite

### Bezirk Salzburg-Umgebung
- Abersee: Rotte in der Ortschaft Gschwand (OKz. 13869) der Gemeinde Sankt Gilgen, Ortslage (nG) (nO) in der Ortschaft Gschwend (13929) der Gemeinde Strobl, PLZ 5342 – Gemeindegrenze im Bach, Ortswachstum
- Aigen II: (nG) Katastralgemeinde (56547) der Gemeinde Elsbethen, ehem. Dorf ist Stadtteil und Katastralgemeinde Aigen I (56501) in →Salzburg-Stadt (Okz. 50101), PLZ 5061 Elsbethen-Glasenbach – Eingemeindung
- Angern: Rotte der Ortschaft Jagdhub, Gemeinde Straßwalchen, weitere zerstreute Häuser (nG) sind Teil der Ortschaft Giga, Gemeinde Weißenkirchen im Attergau, →Bez. Vöcklabruck, OÖ; PLZ 5204 Straßwalchen – Ortslage beiderseits des Flusses
- Bergheim: Dorf, Hauptort und Ortschaft (13679), Katastralgemeinde Bergheim I (56503) der gleichnamigen Gemeinde, Eingemeindungen sind Katastralgemeinde Bergheim II (nG) (56549) in →Salzburg-Stadt (Okz. 50101), PLZ 5101 – Eingemeindung
- Ebenau: Dorf, Hauptort und Ortschaft (13696) der gleichnamigen Gemeinde ist Katastralgemeinde Ebenau II (56506), Katastralgemeinde Ebenau I (nG) (56505) ist die Ortschaft Unternberg (13699), PLZ 5323 – Eingemeindung
- Esch: Ortschaft (nG) (nO) (13746) von Hallwang, Rest ist Ortslage (nG) von Langwied Esch, →Salzburg-Stadt, PLZ 5300 Hallwang resp. 5020 Salzburg und respektive – Eingemeindung 1938
- Gasbach (nG), Rotte Untergasbach in der Ortschaft Neuhofen, Rotte Obergasbach in den Ortschaften Neuhofen und Reitberg der Gemeinde Eugendorf; PLZ 5301 Eugendorf – historisch und Wachstum
- Gaisberg II, (nG) Katastralgemeinde (56551, zerstreute Häuser Oberwinkl, Vorderfager) der Gemeinde Elsbethen, andere Ortslagen sind Stadtteil und Katastralgemeinde Gaisberg I (56550) in →Salzburg-Stadt (Okz. 50101), PLZ 5061 Elsbethen-Glasenbach – Eingemeindung
- Glasenbach: Ortschaft (13708, Dorf) der Gemeinde Elsbethen, Ortslagen (insb. das Ursulinenkloster) gehören zum Stadtteil Glas (Teil von Aigen), →Salzburg-Stadt; 5061 Elsbethen-Glasenbach, 5061 Salzburg bzw. PLZ 5026 Salzburg-Aigen – Eingemeindung und Wachstum
- Gmain: Großgmain ist Gemeinde (Gkz. 50315), Bayerisch Gmain ist eine Gemeinde (Gschl. 09 172115) im Landkreis Berchtesgadener Land, Bayern – historische Herr- und Landschaft Plain[16]
- Gschwend: (nG) Ortslage der Ortschaften Hüttenendt, Gemeinde Straßwalchen, und Reittern, Gemeinde Weißenkirchen im Attergau, →Bez. Vöcklabruck, OÖ; PLZ 5204 Straßwalchen – Bereinigung der Landesgrenzen 1823
- Hagenau: (Ggr) Dorf in Bergheim, Teile im Stadtteil Itzling Nord, →Salzburg-Stadt; PLZ 5101 Bergheim – Eingemeindung 1938
- Hallwang: Eigenständige Gemeinde (GKz. 50316, Katastralgemeinde Hallwang I, Teil ist Ortschaft Hallwang Okz. 13747), Teile sind Katastralgemeinde (nG) Hallwang II (56551) von →Salzburg-Stadt; PLZ 5300 Hallwang resp. 5020 Salzburg – Eingemeindung 1938
- Hellbrunn: Ortslage (nG) von Anif, Großteil ist landschaftlicher Stadtteil der →Stadt Salzburg; PLZ 5081 Anif resp. 5020 Salzburg – Wachstum von Anif her
- Heuberg, zerstreute Häuser sind Ortschaft (13777) und Katastralgemeinde Heuberg I (56519) in der Gemeinde Koppl, Rotte und Katastralgemeinde Heuberg II (56552) in →Salzburg-Stadt (Okz. 50101), PLZ 5321 und 5020 Salzburg (bzw. 5023 Salzburg-Gnigl) respektive – Eingemeindung
- Himmelreich: (Ggr) Dorf ist Ortschaft (13942) von Wals-Siezenheim, auch Ortslage im Stadtteil Maxglan West, →Salzburg-Stadt; PLZ 5020 Salzburg und 5071 Wals – Eingemeindung
- Hinterwinkl: zerstreute Häuser sind Ortschaft (13698) und Katastralgemeinde Hinterwinkl-Ebenau (56521) der Gemeinde Ebenau und Ortschaft (13709) (nG) und Katastralgemeinde Hinterwinkl-Aigen (56520) der Gemeinde Elsbethen, PLZ 5323 resp. 5061 – Passlandschaft
- Holzfeld: Ortschaft von Straßwalchen, war früher Ortschaftsbestandteil von Straßwalchen, Steindorf (dort jeweils eine Rotte) und Roidwalchen (Zerstreute Häuser) – Reform der Gemeindestruktur zwischen 2001 und 2011
- Kasern: (nG) gehört zum Ortsteil Radeck-Kasern von Bergheim, auch Stadtteil in →Salzburg-Stadt; PLZ 5101 Bergheim (Eingemeindungen) – Eingemeindung 1938
- Liefering II: (nG) Katastralgemeinde (56528) der Gemeinde Wals-Siezenheim, ehem. Dorf ist Stadtteil Liefering in →Salzburg-Stadt (Okz. 50101), PLZ 5072 Siezenheim bzw. 5020 Salzburg (ehem. 5013 Liefering) – Eingemeindung
- Loig: Weiler (nG) der Ortschaft Himmelreich, Wals-Siezenheim, Stadtgebiet im Stadtteil Maxglan West in →Salzburg-Stadt; PLZ 5071 Wals – Eingemeindung
- Loitharting: Siedlung in den Ortschaften Neuhofen Reitberg und Knutzing der Gemeinde Eugendorf; PLZ 5301 Eugendorf – Wachstum
- Rott: Rotte (nG) ist Ortschaft (13945) von Wals-Siezenheim, Ortskern im Stadtteil von Liefering, →Salzburg-Stadt, PLZ 5072 Siezenheim resp. 5020 Salzburg – Eingemeindung
- Siezenheim: Dorf, Ortschaft (13947) und Katastralgemeinde Siezenheim I (56542) der Gemeinde Wals-Siezenheim, Ortsteile als Katastralgemeinde Siezenheim II (nG) (56554) eingemeindet nach →Salzburg-Stadt (Okz. 50101), PLZ 5072 Siezenheim bzw. 5020 Salzburg – Eingemeindung
- Wals: Dorf ist Hauptort, Ortschaft (13949) und Katastralgemeinde Wals I (56546) der Gemeinde Wals-Siezenheim, Ortsteile als Katastralgemeinde Wals II (nG) (56556) eingemeindet im Stadtteil Maxglan West von →Salzburg-Stadt (Okz. 50101), PLZ 5071 Wals – Eingemeindung

### Bezirk Sankt Johann im Pongau
- Am Feuersang: Zerstreute Häuser über Altenmarkt im Pongau, Teil der Katastralgemeinden Feuersang und Reitdorf, beide Gemeinde Flachau; PLZ 5542 Flachau – Umpfarrungen 1722/1858, jüngere Umordnung der Ortschaften, daher Ortschaftszugehörigkeit teils abweichend angegeben
- Am See: (nG) (nL) Siedlung in den Katastralgemeinden Höch und Reitdorf, Gemeinde Flachau; PLZ 5542 Flachau – Neusiedlung am Reitecksee[17]
- Grießl: Weiler in der Ortschaft Reitsam, Rotte (nG) in der Ortschaft Imlau, Gemeinde Werfen, PLZ 5452 Pfarrwerfen – Lage am Bach
- Palfner Dörfl: Ortslage in den Ortschaften Einöden und Reinbach von St. Johann im Pongau – Lage am Bach[18]
- Schwarzach: Hauptort Schwarzach im Pongau der gleichnamigen Marktgemeinde, Ortschaft (14060) und Katastralgemeinde Schwarzach I (55128), Katastralgemeinde Schwarzach II (nG) (55129) sind Umlandortschaften (Grafenhof, Pichl, Stein) des Hauptorts der Gemeinde Sankt Veit im Pongau, PLZ 5620 und 5621 respektive – Gemeindetrennung 1906
- Werfen (Markt, GKz. 50424), Pfarrwerfen (Dorf, GKz. 50416, Ortschaft Dorfwerfen, (nG) OKz. 14025) und Werfenweng (Dorf, GKz. 50425, Ortschaft Weng, (nG) OKz. 14075) sind drei politische Gemeinden; PLZ 5450 Werfen, 5452 Pfarrwerfen, 5453 Werfenweng – ehem. Herrschaft und Pfarre Werfen[19] (außerdem ist Dorf, Gemeinde Pfarrwerfen, OKz. 14024, nicht Dorfwerfen in derselben Gemeinde)

### Bezirk Tamsweg
- Wölting, Dorf, Ortschaft (14106) und Katastralgemeinde (58038) der Gemeinde Tamsweg, Ortsteile sind Rotte (nG) in der Ortschaft Sankt Andrä im Lungau (14092) der gleichn. Gemeinde, PLZ 5580 Tamsweg

### Bezirk Zell am See
- Arndorf, Einzellage ist Ortschaft (14151) von Hollersbach im Pinzgau, weitere Einzellagen (nG) Ortschaft (14203) von Mittersill; PLZ 5731 Hollersbach im Pinzgau resp. 5730 Mittersill – Umgemeindungen 1936
- Gries im Pinzgau, Ort ist Ortschaft Gries (Okz. 14132) von Bruck an der Großglocknerstraße, auch als Ortsgebiet der Ortschaft Lacken (14306) von Taxenbach ausgeschildert; beide PLZ 5662 Gries – durchgehendes Ortsgebiet der Bundesstraße
- Holztratte, Rotte in den Ortschaften Oberkrimml und Unterkrimml der Gemeinde Krimml
- Jochberg, zerstreute Häuser, Katastralgemeinde (KGNr. 57009) und Ortschaft (14154) von Hollersbach im Pinzgau, auch Ortschaft (14207) (nG) von Mittersill, sowie Gemeinde Jochberg im →Bezirk Kitzbühel, Tirol; PLZ 5730 Mittersill, 5731 Hollersbach im Pinzgau, in Tirol 6373 Jochberg – Ortslagen beiderseits des Pass Thurn, Trennung 1810 mit Aufhebung des Erzbistums/Herzogtums, Umgemeindungen salzburgerseits 1936
- Lämmerbichl, (bG) zerstreute Häuser, Ortschaft (14155) von Hollersbach im Pinzgau und Ortschaft (14210) von Mittersill; PLZ 5730 Mittersill, 5731 Hollersbach im Pinzgau – Streubesiedlung einer Hanglage
- Rettenbach, Siedlung ist Ortschaft (14216) von Mittersill, zerstreute Häuser sind Ortschaft (14157) (nG) von Hollersbach im Pinzgau; PLZ 5730 Mittersill und 5731 Hollersbach im Pinzgau – Umgemeindungen 1936
- St. Pöltner Hütte, Gemeindegrenze[20] Mittersill und Matrei in Osttirol, →Bezirk Lienz, Tirol

## Steiermark

### Bezirk Bruck-Mürzzuschlag
- Auersbach: Rotte (nG) war Ortschaft (Okz. 15950) von Mürzzuschlag, zerstreute Häuser waren Ortschaft (15913) und Katastralgemeinde (KG 60502) von Ganz; PLZ 8680 Mürzzuschlag – die beiden Gemeinden 2015 vereinigt
- Niederalpl:  (bG) zerstreute Häuser der Ortschaft Aschbach, Gemeinde Mariazell, auch Rotte und Ortschaft (Okz. 15947) von Neuberg an der Mürz; PLZ 8634 Aschbach bzw. 8693 Mürzsteg – Passsiedlung beiderseits der Anhöhe
- Gutenbrunn: Siedlung ist Teil der Gemeinden Mürzzuschlag und Langenwang (nG), jeweils Ortschaft Hönigsberg; PLZ 8682 Mürzzuschlag-Hönigsberg
- Hönigsberg: Siedlung ist Ortschaft (15952) von Mürzzuschlag, zerstreute Häuser (nG) sind Ortschaft (15931) und Katastralgemeinde (60508) von Langenwang; PLZ 8682 Mürzzuschlag-Hönigsberg
- Lambach: Siedlung ist Ortschaft (15954) von Mürzzuschlag, zerstreute Häuser (nG) waren Ortschaft (15916) und Katastralgemeinde (60511) von Ganz; PLZ 8680 Mürzzuschlag – die beiden Gemeinden 2015 vereinigt
- Karlgraben: Rotte in der Ortschaft und Katastralgemeinde Krampen, weitere Häuser (nO) in der Katastralgemeinde Neuberg (LG), 8692 Neuberg/Mürz – Katastralgrenze im Bach (seit 1850 eine Gemeinde)
- Rasing: Rotten in Gußwerk, Mariazell, Sankt Sebastian; PLZ 8630 Mariazell – Grenzlage, die drei Gemeinden 2015 vereinigt
- Rax: Zerstreute Häuser der Ortschaft Raxen, Ortsteil Kapellen, Gemeinde Neuberg an der Mürz, weitere zerstreute Häuser sind die Ortslage Rax-Plateau der Ortschaft Graben, Gemeinde Schwarzau im Gebirge, →Bezirk Neunkirchen, Niederösterreich – Hütten auf der Rax
- Semmering: Siedlung (nG) und Katastralgemeinde (60522) von Spital am Semmering, gleichnamige Gemeinde Semmering, →Bezirk Neunkirchen, Niederösterreich; PLZ 2680 Semmering – Passhöhe
- Schöneben-Ganz und Schöneben-Spital: Rotte (nG) ist Ortschaft (15957) von Mürzzuschlag, zerstreute Häuser waren Ortschaft (15917) und Katastralgemeinde Schöneben-Ganz (60520) von Ganz, weitere Gebiete Katastralgemeinde (nG) Schöneben-Spital (60521) von Spital am Semmering; PLZ 8680 Mürzzuschlag – zwar Grenzlage, aber nicht angrenzend
- Schwöbing: zerstreute Häuser sind Ortschaft (15952) und Katastralgemeinde Krieglach-Schwöbing (60220) von Krieglach, weitere zerstreute Häuser Langenwang-Schwöbing (nG) sind Ortschaft (15933) und Katastralgemeinde (60513) von Langenwang; PLZ 8670 Krieglach
- Terz: Rotte nG in Halltal, Gemeinde Mariazell, weitere Häuser sind eine Rotte von Lahnsattel, St. Aegyd am Neuwalde, →Bezirk Lilienfeld, Niederösterreich – Landesgrenze am Bach

### Bezirk Deutschlandsberg
- Trahütten: Dorf, Ortschaft und Katastralgemeinde (Okz. 15957, KGNr. 61064), Ortsteile auch in Ortschaft und KG Kruckenberg, beide Stadt Deutschlandsberg; PLZ 8530 Trahütten resp. Kruckenberg (Deutschlandsberg) – Ortswachstum an der Weinebenstraße (Gemeinde bis 2014)
- Kruckenberg: (bG) Zerstreute Häuser, Ortschaft (14519) und Katastralgemeinde (61032) von Deutschlandsberg, auch Ortschaft (17271, dort ohne Siedlungskennzeichnung) von Bad Schwanberg; PLZ 8530 Kruckenberg (Deutschlandsberg) resp. 8541 Bad Schwanberg – Streulagen, ehem. Gemeinde bis 1975; bis 2014 Ort in den Gemeinden Trahütten und Hollenegg

### StadtGraz
- Messendorf, Stadtteil in Sankt Peter (8. Bez.) und Katastralgemeinde Graz Stadt-Messendorf (63114), auch Katastralgemeinde (nG) der Gemeinde Hart bei Graz, →Bezirk Graz-Umgebung; PLZ 8042 Graz-St. Peter resp. 8075 Hart bei Graz
- Ragnitz, Katastralgemeinde (nG) (63117), auch Stadtteil Innere Ragnitz im Bezirk Ries (10. Bez.), Rotten Ragnitz und Äußere Ragnitz in Gemeinde Kainbach bei Graz, →Bezirk Graz-Umgebung; PLZ 8047 Graz-Ragnitz
- Tiefental, Rotte in Sankt Peter (8. Bez.) und Rotte (nG) in der Gemeinde Raaba, →Bezirk Graz-Umgebung; PLZ 8074 Raaba
- Thondorf, Stadtteil (nG) in Liebenau (7. Bez.) und Katastralgemeinde Graz Stadt-Thondorf, auch Ortschaft und Katastralgemeinde von Gössendorf, →Bezirk Graz-Umgebung; PLZ 8041 Thondorf

### Bezirk Graz-Umgebung
- Autal, Rotte in Laßnitzhöhe und Rotte (nG) in Hart bei Graz; PLZ 8301 Laßnitzhöhe
- Badl, Weiler in Peggau und Rotte (nG) in Frohnleiten, dort Ortschaft (Okz. 14918); PLZ 8130 Frohnleiten
- Messendorf, Katastralgemeinde (nG) (KG 63255) von Hart bei Graz, auch Stadtteil in Graz-Sankt Peter (8. Bez.) und Katastralgemeinde Graz Stadt-Messendorf, →Graz (Stadt); PLZ 8075 Hart bei Graz resp. 8042 Graz-St. Peter
- Ragnitz, Rotte, auch Rotte Äußere Ragnitz in Ortschaft Kainbach (14970), Gem. Kainbach bei Graz, auch Katastralgemeinde (nG) und Stadtteil Innere Ragnitz im Stadtbezirk Ries (7. Bez.) →Graz (Stadt); PLZ 8047 Graz-Ragnitz
- Tiefental, Rotte (nG) in Raaba und Sankt Peter (8. Bez.), →Graz (Stadt); PLZ 8074 Raaba
- Thondorf, Ortschaft (14932) und Katastralgemeinde (63287) von Gössendorf, auch Stadtteil (nG) in Graz-Liebenau (7. Bez.) und Katastralgemeinde Graz Stadt-Thondorf, →Graz (Stadt); PLZ 8041 Thondorf

### Bezirk Hartberg-Fürstenfeld
- Elsenau: Rotte, Ortschaft (OKz. 15201) und Katastralgemeinde (KGNr. 64006) von Schäffern, einige Häuser liegen in der KG Götzendorf, wenige Häuser sind Ortslage Elsenau-Sparberegg (bG) in der Ortschaft Sparberegg von Pinggau, PLZ und Adressen 8244 Schäffern respektive 8243 Sparberegg – Ort bis 1968 zwischen Gem. Schäffern und Sparbaregg (ab 1964 Sparberegg) geteilt, letzteres dann zu Schäffern, 1969 Ortsch. Sparberegg zu Pinggau, Götzendorf blieb bei Schäffern; damit Ort wieder großteils in einer Gemeinde vereint; die Ortschaft Elsenau Sparberegg (Okz. 15202) war bis 2012 Ortsch. von Schäffern für die Ortsteile in der KG Götzendorf
- Pfeffergraben: (bG) Ortslage (nO) von Schaueregg, Gemeinde Pinggau, weitere Häuser des Namens (etwas getrennt) gehören zu Mönichkirchen, →Bezirk Neunkirchen, Niederösterreich; PLZ 7421 Tauchen-Schaueregg (burgenländische PLZ!) – Lagen am Tauchenbach und Pfeffergraben
- Sparberegg: Ortschaft (15163), Katastralgemeinde (64020) und Zählsprengel (62233 003) von Pinggau; der Zählsprengel Sparberegg (62247 001) von Schäffern umfasst die Ortsch. und KG Götzendorf – statistische Fortschreibung: ehemalige Gemeinde Sparbaregg (ab 1964 Sparberegg), 1968 zu Schäffern, die Ortschaft 1969 zu Pinggau
- Steirisch-Tauchen: Zerstreute Häuser sind Ortschaft (Okz. 15164) von Pinggau, Dorf Tauchen liegt in der Gemeinde Mönichkirchen, →Bezirk Neunkirchen, Niederösterreich; PLZ 7421 Tauchen-Schaueregg (burgenländische PLZ!) – Passlage
- Stögersbach: Die westliche Ortshälfte mit 238 Einwohnern gehört zur Gemeinde Dechantskirchen und die kleiner östliche Ortshälfte mit 132 Einwohnern zur Stadtgemeinde Friedberg.
- Totterfeld: Zerstreute Häuser sind Teil der Ortschaften Oberbuch, Gemeinde Buch-St. Magdalena, und Wenireith, Gemeinde Hartberg Umgebung; PLZ 8274 Buch – Streulagen der Flur
- Ulrichsdorf: Wenige Adressen (nO)  in den Ortschaften Elsenau und Götzendorf von Schäffern haben die PLZ 2852 Hochneukirchen, aber Adr. dieser Ortschaften; der Ort (Ortschaft gleichnamig) liegt in der KG Gschaidt, Gemeinde Hochneukirchen-Gschaidt, →Bezirk Wiener Neustadt-Land – Randlagen des Orts
- Steinbüchl (Gemeinden Sankt Johann, Buch-St. Magdalena), Ortschaft in Sankt Johann in der Haide und Ort in Buch-St. Magdalena
- Mitterberg (Gemeinden Sankt Johann, Buch-St. Magdalena), Ortschaft in Sankt Johann in der Haide und Ort in Buch-St. Magdalena

### Bezirk Leibnitz
- Ehrenhausen: Hauptort der Marktgemeinde Ehrenhausen an der Weinstraße, das Ehrenhausner Viertel, eine Rotte, gehört zu Vogau, Gemeinde Straß in Steiermark; PLZ beide 8461 Ehrenhausen – Brückenkopf am anderen Mur-Ufer
- Sulz (slowen. Slatina): Zerstreute Häuser bilden eine Katastralgemeinde (KGNr. 66180) in der Ortschaft Sulztal [a.d. Weinstr.] von Gamlitz; weitere Streubesiedlung bildet die Katastralgemeinde Slatina von Kungota, Podravska regija/Štajerska, →Slowenien; PLZ A-8461 Ehrenhausen respektive SI-2201 Zgornja Kungota – Hanglagen, Teilung der Untersteiermark 1919
- Sulztal (an der Weinstraße, slowen. Slatinski Dol): Zerstreute Häuser bilden Katastralgemeinde Sulztal (KGNr. 66181) und Ortschaft Sulzthal (Okz. 15611) von Gamlitz; weitere Streubesiedlung bildet die Katastralgemeinde Slatinski Dol von Kungota, Podravska regija/Štajerska, →Slowenien; PLZ A-8461 Ehrenhausen respektive SI-2201 Zgornja Kungota – Tal des Sulzbachs, Teilung der Untersteiermark 1919
- Zieregg: Der Ort, eine Rotte, bildet die Ortschaft Zieregg (slowen. Cirnik, Okz. 15439) in der KG Wielitsch, Ortsteil Berghausen (ehemalige Gemeinde) von Ehrenhausen an der Weinstraße; weitere Streubesiedlung bildet die Katastralgemeinde Ciringa von Kungota, Podravska regija/Štajerska, →Slowenien; PLZ A-8461 Ehrenhausen respektive SI-2201 Zgornja Kungota – Passort am Platsch/Plački vrh, Teilung der Untersteiermark 1919

### Bezirk Leoben
- Niederung: Zerstreute Häuser in der Ortschaft Traidersberg von Sankt Peter-Freienstein, sowie als Auf der Niederung in den Ortschaften Donawitz und Hinterberg, (nG) Stadt Leoben; PLZ 8792 St. Peter-Freienstein resp. 8700 Leoben – Streubesiedlung in Höhenlage
- Gmeingrube: Rotte von Sankt Peter-Freienstein, einige Häuser (nG) (Adressen Gmeingrube und Laintal) in Trofaiach; PLZ 8792 Sankt Peter-Freienstein resp. 8793 Trofaiach – Talenge an Gemeindegrenze
- Greith: Zerstreute Häuser sind Ortschaft (Okz. 15692) von Sankt Michael in Obersteiermark, weitere zerstreute Häuser (nG) in der Ortschaft Sankt Stefan ob Leoben, gleichnamige Gemeinde; PLZ 8713 Sankt Stefan ob Leoben – Streulagen zwischen den beiden Gemeindehauptorten, Gemeindeumgliederung 1981
- Veitscher Siedlung: (nG) Verteilt sich auf Ortschaften Glarsdorf und Seiz, beide Gemeinde Kammern im Liesingtal; PLZ 8773 – jüngere Neubesiedlung

### Bezirk Liezen
- Au: Rotten in den Ortschaften Gallhof der Stadt Bad Aussee und (nG) Archkogl der Gemeinde Grundlsee – alte Ortslage an der Traun
- Aschau:[21] Zerstreute Häuser in den Ortschaften Mosern und Untertressen von Grundlsee – alte Ortslage an der Traun
- Einöd: Rotte (nG) der Ortschaft Pruggern, Gemeinde Michaelerberg-Pruggern, einige Häuser gehören zu Gröbming (Ortsch. und Gem.); PLZ 8965 Pruggern und 8962 Gröbming (auch in Pruggern) – verstreute Lagen an der Ennstalstraße
- Kunagrünberg: Weiler der Ortschaft Assach, Gemeinde Aich, einige Häuser (nG) (Adressen Kunagrünbergstraße) gehören zur Ortschaft Pruggern, Gemeinde Michaelerberg-Pruggern; PLZ alle 8965 Pruggern – verstreute Lagen am Berghang
- Mendling: (bG) Rotte in Palfau, Gem. Landl, zerstreute Häuser sind Ortschaft von Göstling an der Ybbs, →Bezirk Scheibbs, Niederösterreich, PLZ 8923 resp. 3345 – Landesgrenze quert die Tallage
- Oberlaussa: Zerstreute Häuser sind Ortschaft (Okz. 15894) der Gemeinde Sankt Gallen (ehemals Weißenbach an der Enns) und Ortschaft (nG) (12014) von Weyer, →Bezirk Steyr-Land, Oberösterreich; PLZ 8934 Altenmarkt bei St. Gallen – beiderseits der Landesgrenze im Fluss
- Pruggern: (bG) Dorf, Ortschaft (15842) und KG (67209), Teile des Orts liegen in der Ortsch./KG Michaelerberg, beide Gemeinde Michaelerberg-Pruggern, PLZ 8965 Pruggern – Ortswachstum, Bach als KG-Grenze; bis zur Zusammenlegung 2015 in zwei getrennten Gemeinden
- Rothwald: (bG) Zerstreute Häuser in der Gemeinde Wildalpen, weitere Häuser als Rothwald-Langau (nG) Ortschaft von Gaming, →Bezirk Scheibbs, Niederösterreich, PLZ 8924 Wildalpen – abseitige Lagen von Gaming
- Unterlaussa: (bG) Zerstreute Häuser sind Ortschaft (15895) der Gemeinde Sankt Gallen (ehemals Weißenbach an der Enns) und Ortschaft (11929) von Weyer, →Bezirk Steyr-Land, Oberösterreich; PLZ 8934 Altenmarkt bei St. Gallen – beiderseits der Landesgrenze im Fluss

### Bezirk Murtal
- Greith:  Rotte mit Ortschaft (Okz. 15316), zerstreute Häuser auch in Ortschaft Mauterndorf, beide Gemeinde Pöls-Oberkurzheim – alte Herrschaftsgrenzen; bis 2014 drei getrennte Gemeinden Pöls (Greith) und Oberkurzheim (Mauterndorf)
- Sankt Johann am Tauern: Dorf im Ortsteil Sankt Johann am Tauern, Gem. Pölstal, liegt in den Ortsch. und KG Sankt Johann am Tauern Sonnseite und Sankt Johann am Tauern Schattseite (dort als Weiler klassiert) – beiderseits des Pölsbachs
- Unterzeiring: (bG) Rotte und Ortsch. (15306), auch KG (65610), in der Gem. Pöls-Oberkurzheim, einige Teile des Ortes in der Ortsch. Möderbrugg wie auch der Ortsch. Zugtal der Gem. Pölstal; Plz. alle 8762 Oberzeiring (in Pölstal) – beiderseits des Blahbachs, alte Pfarrgrenze; bis 2014 in drei Gemeinden: Pöls, Oberzeiring, Sankt Oswald-Möderbrugg
- Weingrubersiedlung: Wochenendhaussiedlung im Ortsteil Sankt Johann am Tauern, Gem. Pölstal, liegt in den Ortsch. und KG Sankt Johann Sonnseite (Weingrubersiedlung Ost) (nL) und Sankt Johann Schattseite (Weingrubersiedlung West) (nL) – beiderseits des Pölsbachs

historisch:
- Thaling: (bG) ehemals Ortschaften der Gemeinden Oberkurzheim (Okz. 15305, dort Dorf, KG Enzersdorf) und Pöls (ex Okz. 15326, Rotte, KG Unterzeiring) – alte Herrschaftsgrenzen, seit 2015 zusammen Ortschaft (erstere Okz.) von Pöls-Oberkurzheim

### Bezirk Südoststeiermark
- Wartegg: (Ggr)[1] Rotte in der Ortsch. Schiefer, Stadt Fehring, einige Häuser (nO) gehören zu Deutscheck, Ortsch. Welten, Gem. Sankt Martin an der Raab, →Bezirk Jennersdorf, Burgenland – alte Grenzlage am Hügelkamm zwischen Österreich und ehem. Kgr. Ungarn

### Bezirk Voitsberg
- Packer Siedlung, gehört zu den Ortschaften Pichling bei Köflach und Puchbach der Gemeinde Köflach

### Bezirk Weiz
- Radling: Rotte in der Ortschaft Hohenkogl, zerstreute Häuser in der Ortschaft Mitterdorf, beide Gemeinde Mitterdorf an der Raab

## Tirol

### Bezirk Imst
- Brennbichl, Dorf in der Ortschaft Karrösten (16426) der gleichnamigen Gemeinde, Ortsteile (nG) sind Stadtteil von Imst (16421, gleichn. Gem.), PLZ 6460 Imst – Eingemeindung
- Fernpaß, Weiler (auch nur Fern) (nG) in der Ortschaft Nassereith (16438, gleichn. Gem.), Zerstreute Häuser in der Ortschaft Biberwier (16901) der gleichn. Gem. im →Bezirk Reutte, PLZ 6465 und 6633 respektive – Passsiedlung beiderseits der Anhöhe

### Bezirk Innsbruck-Land
- Bachl: Rotte ist Ortschaft (Okz. 16472) von Axams, Ortsteile sind Dorf (nG) in Grinzens; PLZ 6094 Axams – Gemeindegrenze im Bach
- Birgitzköpflhütte: Gebäude steht auf der Grenze der Gemeinden Axams (nG) und Götzens[22]
- Brenner(pass): Rotte (nG) in der Ortschaft Gries am Brenner (gleichnamige Gemeinde), benachbarter Ortsteil ist die zur Gemeinde Brenner/Brennero in der Provinz Bozen (Südtirol, Italien) gehörende Siedlung Brenner auf der Passhöhe – Grenzziehung nach 1918
- Landshuter Europahütte: Gebäude steht auf der Grenze der Gemeinden Gries am Brenner und Pfitsch, → Südtirol, Italien; PLZ I-39040 St. Jakob/Pfitsch über Sterzing
- Mühlen: Ort der Gemeinde Navis, 2 Häuser (nG) gehören zu Steinach am Brenner, PLZ 6143 Navis – Gemeindegrenze im Bach
- Neu-Götzens: Dorf in der Gemeinde Götzens und Siedlung in der Gemeinde Natters
- Patscherkofel: Zerstreute Häuser der Gemeinden Ellbögen, Lans und Patsch – Häuser am Ausflugsberg
- St. Jodok am Brenner: Dorf in den Gemeinden Vals und Schmirn
- Sillwerk: Siedlung in Patsch, Rotte in Schönberg im Stubaital – am Kraftwerk beiderseits des Flusses
- Unterberg: Rotte in der Ortschaft und Gemeinde Schönberg im Stubaital und Rotte (nG) in der Ortschaft Raitis, Gemeinde Mutters; PLZ 6020 Innsbruck, 6162 Mutters, 6141 Schönberg im Stubaital – Gemeindegrenze an der Ruetz (Fluss)
- Voldertal: (Ggr) Zerstreute Häuser der Ortschaft Großvolderberg, Volders, und Ortschaft Tulfes (gleichn. Gemeinde), PLZ 6111 Volders resp. 6075 Tulfes – Gemeindegrenze im Bach

### Bezirk Kitzbühel
- Elsbethen, Rotte in der Ortschaft Glantersberg, Siedlung in der Ortschaft Hopfgarten-Markt, beide Gemeinde Hopfgarten im Brixental
- Hopfgarten, Marktort und Ortschaft (Okz. 16598) Hopfgarten-Markt der Gemeinde Hopfgarten im Brixental, Ortsteile als Rotte (nG) Teil der Ortschaft Salvenberg derselben Gemeinde
- Jager, (Ggr) kleine Ortslage verteilt auf Brixen im Thale und Kirchberg in Tirol – Gemeindegrenze durchs Gehöft (in beiden Gemeinden als Einzellage unter 3 Häuser klassiert)
- Jochberg, Dorf ist Ortschaft und Gemeinde, zerstreute Häuser Jochberg sind Katastralgemeinde und Ortschaft von Hollersbach im Pinzgau sowie Ortschaft von Mittersill →Bezirk Zell am See, Salzburg; PLZ 6373 Jochberg, in Salzburg 5730 Mittersill, 5731 Hollersbach im Pinzgau – Ortslagen beiderseits des Pass Thurn, Trennung 1810 mit Aufhebung des Erzbistums/Herzogtums
- Moosen, Rotte (Vordermoosen) in Westendorf und Weiler (nG) (Hintermoosen) in Brixen im Thale, PLZ 6363 Westendorf resp. 6364 Brixen im Thale – wachsende Ortslage
- Salvenberg, zerstreute Häuser der Gemeinden Hopfgarten im Brixental (Ortschaft, Okz. 16601) (nG), Brixen im Thale (bei Ortschaft Sonnberg) (nG) und Westendorf (Ortschaft, 16618), dort auch zerstreute Häuser Außersalvenberg (Ortschaft, 16620); PLZ 6361, 6363, 6364 respektive – Besiedlung der Hohen Salve[23]

### Bezirk Kufstein
- Kaisertal, Zerstreute Häuser sind Ortschaft (Okz. 16653) der Gemeinde Ebbs und Ortschaft Kufstein-Kaisertal (nG) (16673, ohne Dauersiedlung) der Stadtgemeinde Kufstein, PLZ 6330 Kufstein – angestammte Besitzungen der Stadt
- Morsbach, Stadtteil, Ortschaft (16676) und Katastralgemeinde (83022) der Stadt Kufstein, Ortsteile (nG) auch Ortschaft (16676) der Gemeinde Langkampfen, PLZ 6330 Kufstein (in beiden Gemeinden) und 6336 Langkampfen. Ehemalige Gemeinde (1956 aufgeteilt und eingemeindet).

### Bezirk Landeck
- Leutkircher Hütte: Gemeindegrenze St. Anton am Arlberg und Kaisers, → Bezirk Reutte
- Samnaun: Zerstreute Häuser von Fiss und Serfaus – das Schigebiet Serfaus–Fiss–Ladis, der Name bezieht sich nicht auf Samnaun, Schweiz, das einige Kilometer entfernt ist (Pfunds dazwischen), sondern die Berge der Samnaungruppe

### Bezirk Lienz
- Mittewald [an der Drau]: (bG) Dorf ist Ortschaft (OKz. 01302) von Assling, weitere Rotte ist Ortschaft (OKz. 16769) von Anras; PLZ 9911 Assling resp. 9912 Anras – beiderseits des Bachs, sehr alte Grenze Salzburg zu Brixen
- Margarethenbrücke: Teils KG Anras, teils KG Asch mit Winkl der Gemeinde Anras – beiderseits des Bachs
- St. Pöltner Hütte: Gemeindegrenze[20] Matrei in Osttirol und Mittersill, →Bezirk Zell am See, Salzburg

### Bezirk Reutte
- Fernpaß: Zerstreute Häuser in der Ortschaft Biberwier (Okz. 16901, gleichnamige Gemeinde), Weiler (nG) in der Ortschaft Nassereith (16438) der gleichn. Gem. im →Bezirk Imst, PLZ 6633 und 6465 respektive – Passsiedlung beiderseits der Anhöhe
- Hornbach: (nG) Gemeinden Vorderhornbach und Hinterhornbach – schon seit alters her getrennte Ansiedlungen am Hornbach, 1810–1833 eine Steuergemeinde
- Leutkircher Hütte: Gemeindegrenze Kaisers und St. Anton am Arlberg → Bezirk Landeck

### Bezirk Schwaz
- Astholz: Rotte von Strass im Zillertal, zerstreute Häuser von Schlitters
- Dornauberg-Ginzling: Rotte Dornauberg ist Ortschaft (Okz. 16999) von Finkenberg, Rotte Ginzling gehört zu Mayrhofen, alles PLZ 6295 Mayrhofen – beiderseits des Bachs, vollständig verwachsen[24]
- Hinterriß: Dorf ist Ortschaft (17045) von Vomp, Ortsteil (nG) als Rotte Ortschaft (16996) von Eben am Achensee, PLZ 6215 Hinterriß – Gemeindegrenze am Rißbach
- Hippach: Dorf von Schwendau und Dorf von Hippach
- Kleinboden: Dorf und Ortschaft (17004) von Fügen, Rotte und Ortschaft (17042) von Uderns, zerstreute Häuser von Fügenberg (Ortschaft Pankrazberg) – Gemeindegrenze am Finsingbach
- Rotholz: Das Dorf gehört zu Buch in Tirol (ehem. Buch bei Jenbach), eine Rotte und das Schloss (Landwirtschaftsschule) zu Strass im Zillertal; PLZ 6220 Buch – Gemeindegrenze am Rettenbach
- Vomperbach: Ortschaft (nG) (17039) von Terfens, dort Siedlung, und Ortschaft (17047, ohne Siedlungskennzeichnung) von Vomp, PLZ 6123 Terfens resp. 6134 Vomp – Gemeindegrenze am Vomperbach

## Vorarlberg

### Bezirk Bregenz
- Rohr: Rotten in den Ortschaften Hirschegg und Mittelberg der Gemeinde Mittelberg – verteilte Ortslage
- Seite: Rotten in den Ortschaften Hirschegg und Riezlern der Gemeinde Mittelberg – verteilte Ortslage
- Tobel: Weiler in den Ortschaften Hirschegg, Rotte in Mittelberg, beide Gemeinde Mittelberg – verteilte Ortslage

## Wien
- Steinbachtal: (nO) (nG) (LG) Ortslage in 14. Penzing, Ortsteil von Steinbach, Gemeinde Mauerbach, →Bez. St. Pölten-Land, NÖ – Gemeindegrenze im Bach

## Anhang

### Ortslagen in vier Gemeinden
- Industriezentrum-NÖ-Süd (NÖ)

### Ortslagen in drei Gemeinden
- Althart/Hart (OÖ)
- Auhäuser (OÖ)
- Jochberg/Jochberg (Tir/Sbg)
- Mitteregg (OÖ)
- Mitterndorf an der Fischa/Mitterndorfsiedlung (NÖ)
- Müllerberg (OÖ)
- Niederndorf (OÖ)
- Oberbrunnwald (OÖ)
- Reichenstein (OÖ)
- Riedl/Adneter Riedl (Sbg)
- Patscherkofel (Tir)
- Salvenberg (Tir)
- Schmidgraben (OÖ)
- Tiefenbach (NÖ)
- Traberg (OÖ)
- Winkling (OÖ)

ehemalig:
- Rasing (Stmk, bis 2014)
- Schöneben (Stmk, bis 2014)
- Unterzeiring (Stmk, bis 2014, seither 2 Gem.)

### Ortslagen in zwei Bundesländern
- Angern (OÖ/Sbg)
- Deutsch Brodersdorf/Leithaprodersdorf (Bgld/NÖ)
- Gschwend (OÖ/Sbg)
- Guldendorf (Ktn/Stmk)
- Jochberg/Jochberg (Tirol/Sbg)
- Mandling (Sbg/Stmk)
- Mendling (NÖ/Stmk)
- Oberlaussa (OÖ/Stmk)
- Pfeffergraben (NÖ/Stmk)
- Raming/Kleinraming mit [Klein-]Ramingtal/Ramingtalstraße (NÖ/OÖ)
- Rax-Plateau/Rax (NÖ/Stmk)
- Rothwald (NÖ/Stmk)
- St. Pöltner Hütte (Sbg/Tirol)[20]
- Steinbach/Steinbachtal (NÖ/W)
- Semmering/Semmering (NÖ/Stmk)
- Tauchen am Wechsel/Steirisch-Tauchen (NÖ/Stmk)
- Terz (NÖ/Stmk)
- Unterlaussa (OÖ/Stmk)
- Wartegg (Bgld/Stmk)

### Ortslagen in zwei Staaten
- Brenner[pass]/Brenner[o] (Tirol/Bozen IT)
- Großgmain/Bayerisch Gmain[16] (Sbg./Bayern DE)
- Gmerk (Sbg./Bayern DE)
- Landshuter Europahütte (Tirol/Bozen IT)
- Purtschellerhaus (Sbg./Bayern DE)
- Sulz/Slatina (Stmk./Podravska SI)
- Sulzt[h]al/Slatinski Dol (Stmk./Podravska SI)
- Unterurasch/[Horní] Ureš (Oberuresch, OÖ/Jihočeský kraj CZ)
- Wielands bzw. Gmünd/České Velenice (Tschechisch Wielands, NÖ/Jihočeský kraj CZ)
- Zieregg (Cirnik)/Ciringa (Stmk./Podravska SI)

historisch:
- [Groß-]Stadlberg/Stodůlecký vrch ([Klein-]Stadlberg, NÖ/Jihočeský kraj CZ)

## Ehemalige Länder geteilt
Historisch gesehen wurden drei Länder geteilt, und bilden jeweils nur mit einem Teil heute ein Bundesland Österreichs.
- Kärnten AT / Koroška SI gingen aus dem Herzogtum Kärnten hervor.
- Steiermark AT / Štajerska SI entstanden aus dem Herzogtum Steyer.
- Tirol (Nordtirol und Osttirol) AT / Südtirol und Trentino IT bildeten früher zusammenhängend die Gefürstete Grafschaft Tirol.